# My Little Pony: A Amizade É Mágica
My Little Pony: A Amizade é Mágica (My Little Pony: Friendship Is Magic na versão original, abreviação como MLP: FIM) é uma série de animação infantil para televisão, baseado na quarta encarnação da franquia homônima da Hasbro. A série segue uma pônei unicórnio antropomórfica estudiosa (mais tarde uma alicórnio) chamada Twilight Sparkle (Tara Strong) e suas amigas Applejack (Ashleigh Ball), Rarity (Tabitha St. Germain), Fluttershy (Andrea Libman), Rainbow Dash (Ball), Pinkie Pie (Libman) e o assistente de dragão Spike (Cathy Weseluck). Eles viajam em aventuras e ajudam outras pessoas em Equestria enquanto resolvem problemas que surgem em suas próprias amizades.
Produzida em animação Flash, a série foi exibida pelo The Hub (que foi renomeado Discovery Family em 13 de outubro de 2014) de 10 de outubro de 2010 a 12 de outubro de 2019 nos Estados Unidos. A série estreou no Brasil em 21 de novembro de 2011 no Discovery Kids e teve seu fim em 19 de agosto de 2020, inacabado sem o seu final faltando dois episódios da nona e última temporada sendo até retirado da grade de programação em 30 de junho de 2022, sendo que mais tarde foi disponibilizado no Globoplay entre os dias 30 de julho e 1 de agosto de 2022 respectivamente com os episódios 12 e 26 e estreou em 17 de dezembro de 2018 na TV Cultura. Em janeiro de 2020 teve sua última exibição na grade de programação da Cultura tendo apenas seis temporadas exibidas (exceto as duas partes do final da 6ª temporada), dando lugar a O Diário de Mika no mesmo horário. Em 26 de dezembro de 2021 volta a ser exibido na grade da TV Cultura aos domingos. A série estreou em Portugal em 5 de março de 2012 pelo Canal Panda e sendo cancelado até a sua 6ª temporada. Mais tarde a série regressou com a estreia da 7ª temporada em 17 de abril de 2023 no serviço de streaming do Canal Panda, o Panda+, mas também com uma espreitadela do 1 episódio no canal dia 25 de abril as 19:00. Também estreou em 17 de outubro de 2016 no JimJam, emitindo só as duas primeiras temporadas. Também está disponível na Netflix com as primeiras cinco temporadas. A série estreou na Angola e Moçambique em 3 de fevereiro de 2015 pelo DStv Kids. A Hasbro selecionou a animadora Lauren Faust para ser a diretora criativa e produtora executiva do programa. Faust procurou desafiar a natureza da linha My Little Pony e criou personagens mais aprofundados e cenários aventureiros; ela aspirava a criar uma série semelhante a como ela brincava com seus brinquedos e incorporasse muitos elementos de fantasia. Devido às agendas de produção e à falta de controle criativo, ela deixou a série durante a segunda temporada.
A série se tornou um sucesso; foi uma das produções de maior audiência na história da transmissão do The Hub. Apesar do público-alvo de meninas jovens, A Amizade É Mágica também ganhou um número inesperado de seguidores mais velhos, principalmente homens adultos, que se autodenominam "bronies". A série gerou novas oportunidades de mercadorias para a Hasbro. Uma franquia spin-off, My Little Pony: Equestria Girls, foi lançada em 2013 e funcionou ao lado do programa por seis anos. Uma adaptação para o cinema baseada na série de televisão intitulada My Little Pony: The Movie, foi lançada nos cinemas em outubro de 2017 nos Estados Unidos. A série ganhou um spin-off com mais comédia, com o título My Little Pony: Pony Life, que estreou na Discovery Family em novembro de 2020.

## Premissa
No reino de Equestria, todas as três espécies de pôneis - pôneis terrestres, pégasos e unicórnios - vivem em harmonia. Por insistência da governante de Equestria e sua mentora, Princesa Celestia, uma unicórnio estudiosa chamado Twilight Sparkle viaja para a cidade de Ponyville para aprender sobre a amizade. Twilight e seu assistente dragão Spike se tornam amigos íntimos de cinco outros pôneis: Applejack, Rarity, Fluttershy, Rainbow Dash e Pinkie Pie. As pôneis descobrem que representam diferentes facetas da amizade com artefatos mágicos chamados "Elementos de Harmonia". Elas viajam em aventuras e ajudam outros pôneis em Equestria e além enquanto resolvem problemas que aparecem em suas próprias amizades.

## Elenco principal
- Tara Strong como Twilight Sparkle, uma unicórnio socialmente ingênua que adora ler, mas inicialmente tem dificuldades para fazer amigos. No Brasil com a voz de Bianca Alencar.
- Ashleigh Ball como:
  - Applejack, uma pônei terrestre trabalhadora cuja família possui uma fazenda. No Brasil com a voz de Samira Fernandes.
  - Rainbow Dash, uma pégaso egoísta e esportiva. No Brasil com a voz de Silvia Suzy.
- Tabitha St. Germain como Rarity, uma unicórnio glamorosa que possui uma boutique. No Brasil com a voz de Priscila Franco.
- Andrea Libman como:
  - Fluttershy, uma pégaso tímida e bondosa que adora animais. Com a voz de Priscila Ferreira, na primeira temporada até a terceira e voltou na quinta e foi até a nona e final, e Kate Kelly Ricci, na quarta.
  - Pinkie Pie, uma pônei terrestre divertida que adora dar festas. No Brasil com a voz de Tatiane Keplmair.
- Cathy Weseluck como Spike, um pequeno dragão que é assistente de Twilight. No Brasil com a voz de Francisco Freitas.

## Produção

### Desenvolvimento
Hasbro, Inc. produziu várias encarnações da franquia My Little Pony, muitas vezes rotuladas por colecionadores como "gerações".

 Com muitas marcas, incluindo My Little Pony, a empresa usa um plano multi-geracional como modelo. Hasbro foi inspirado no filme Transformers (2007), pois ajudou a aumentar as vendas da linha de brinquedos Transformers; a empresa queria reformular a franquia My Little Pony para atrair a população atual de meninas. De acordo com Margaret Loesch, CEO da The Hub, revisitar propriedades que funcionaram no passado foi uma decisão importante na mídia televisiva, que foi um tanto influenciada pelas opiniões dos executivos de programação da rede, vários dos quais já foram fãs desses programas. A Vice-Presidente Sênior da Hasbro, Linda Steiner, afirmou que a empresa "a intenção de ter o apelo show para uma maior demográfica"; a rede estava tentando criar programas que pais e filhos assistissem juntos. Os temas centrais que a Hasbro buscou para o programa incluíam amizade e trabalho conjunto, fatores que eles determinaram a partir de pesquisas de mercado sobre como as meninas brincavam com seus brinquedos.

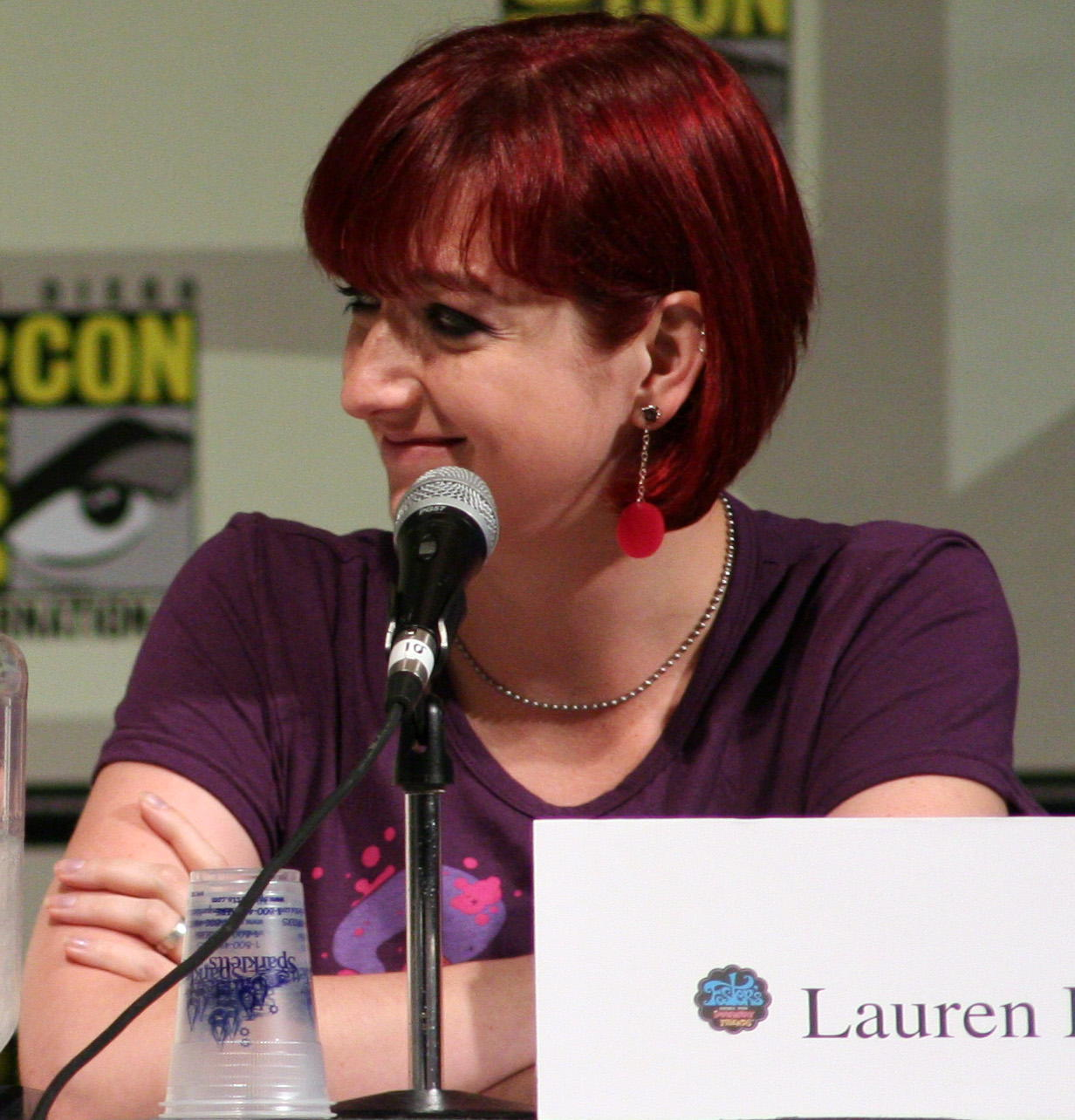
Lauren Faust, desenvolvedora e reveladora inicial de My Little Pony: A Amizade é Mágica.

A animadora e escritora Lauren Faust abordou a Hasbro para desenvolver sua propriedade de brinquedos para meninas "Galaxy Girls" em uma série animada. Faust, que já havia trabalhado As Meninas Super Poderosas (1998-2005) e Mansão Foster para Amigos Imaginários (2004-2009) do Cartoon Network, tinha sido sem sucesso lançando animação destinado a meninas por anos, como estúdios e redes considerada desenhos animados para meninas sem sucesso. Quando ela apresentou para Lisa Licht da Hasbro Studios, esta última não ficou muito interessada, mas ela mostrou a Faust um dos trabalhos da animação recente da franquia My Little Pony, Princess Promenade (2009). Licht achou que o estilo de Fausto se adequava bem a essa linha e pediu-lhe que considerasse "algumas ideias [sobre] onde levar uma nova versão da franquia".
Faust foi inicialmente contratado pela Hasbro para criar uma bíblia para o programa, o que lhe permitiu obter ajuda adicional com a conceituação. Faust disse que ela estava "extremamente cética" sobre aceitar o emprego porque ela achava que programas baseados em brinquedos de meninas eram chatos e pouco confiáveis. My Little Pony foi um de seus brinquedos favoritos de infância, mas ela achou os programas de televisão decepcionantes, nos quais os personagens, de acordo com Faust, "apenas faziam chás intermináveis, riam de nada e derrotavam vilões compartilhando com eles ou chorando". Embora inicialmente não tivesse certeza do que significava o tema da amizade da Hasbro, ela sentiu que a "amizade verdadeira", que encontrou durante sua adolescência, era semelhante à magia. Com a chance de trabalhar em My Little Pony, ela esperava provar que "desenhos animados para meninas não precisam ser uma poça de lisinha, lindinha e bonitinha" como a série original. Ela incorporou muitos elementos que contradiziam os estereótipos das meninas, como diversas personalidades; a mensagem de que os amigos podem ser diferentes e podem gerar discussões, mas ainda assim ser amigos; e a ideia de que as meninas não devem ser limitadas pelo que os outros dizem que podem ou não podem fazer no design dos personagens e no show. Elementos das personalidades dos personagens e as configurações do programa foram baseados em sua imaginação infantil das aventuras dos pôneis, em parte inspirados pelos programas que seus irmãos assistiam enquanto cresciam, Transformers (1984-1987) e GI Joe (1983-1986). Ela considerou que estava fazendo Friendship Is Magic "para [ela] aos oito anos de idade". Faust pretendia que os personagens fossem identificáveis, usando "ícones de feminilidade" (como a criança abandonada ou a traça) para ampliar o apelo para o público feminino jovem.

Logotipo usado desde a 1.ª temporada até à 6.ª temporada

Usando sua infância como guia, Faust imaginou os três tipos diferentes de pôneis-unicórnios, pégasos e pôneis terrestres-tendo culturas diferentes e vivendo em vários lugares. Ela imaginou os unicórnios nas montanhas, os pégasos nas nuvens e os pôneis terrestres, semelhantes a cavalos reais, no solo. Ela os imaginou como cavalos realistas que comiam feno, viviam em celeiros, puxavam carroças, usavam selas e usavam a boca para pegar coisas-qualidades que antes eram evitadas.
Faust afirmou que, ao fornecer à Hasbro mais ideias para o show, a resposta positiva da empresa aos elementos não tradicionais a inspirou. Faust armou o show para incluir "histórias de aventura" em uma proporção semelhante a "histórias de relacionamento"; ela reduziu as aventuras e se concentrou mais nas trocas entre os personagens, no entanto, já que eram consideradas assustadoras demais para o público-alvo mais jovem e a programação não dava tempo para planejá-las. O espetáculo incorporou criaturas que pretendiam assustar as crianças, como dragões e hidras, mas deu mais ênfase às amizades entre os personagens, apresentadas em tom cômico. Quando o programa foi aprovado, Faust havia desenvolvido três roteiros completos para a série.

### Pré-produção
Faust desenhou esboços conceituais, vários dos quais apareceram em sua página do DeviantArt, intitulado fogueira. Isso incluía ideias de como ela imaginou os pôneis da série original-Twilight; Applejack, a cowgirl; Firefly, a "fodona"; Surprise, a borbulhante e entusiasmada; Posey, a pônei amável e tímida que amava os animais; e Sparkler, a artista da moda-que mais tarde serviu de inspiração para o elenco principal do desfile. Hasbro aprovou o show com Faust como produtor executivo e pediu a ela para completar a bíblia. Ela contratou Martin Ansolabehere e Paul Rudish, que havia trabalhado em outros programas de animação com ela. Ela creditou a Rudish a inspiração dos pôneis pégaso controlando o clima, assim como Nightmare Moon, um vilão que aparece na estreia da primeira temporada, "Friendship Is Magic". Depois, ela imaginou os pôneis como os administradores de seu mundo que faziam o clima acontecer, as flores crescerem e os animais prosperarem. Faust também consultou seu marido Craig McCracken, o criador de The Powerpuff Girls e Foster's Home for Imaginary Friends. Em seis semanas, ela esboçou mais de 40 páginas que representavam "o universo que existiu em sua mente de 8 anos de idade".
A colaboração visual trouxe um estilo único para Friendship Is Magic. O design holandês da Pensilvânia, a arte de fantasia steampunk, os contos de fadas europeus e a arte popular da Baviera serviram como influências para o mundo original dos pôneis. Ao projetar os cenários, ela enviou referências fotográficas ao artista Dave Dunnet: por exemplo, Ponyville foi baseado em chalés alemães para capturar uma qualidade de conto de fadas e incorporou elementos de pônei, como arcos em forma de ferradura, fardos de feno e calhas, enquanto Canterlot foi baseado em castelos e catedrais para transmitir um toque europeu. Faust afirmou que preferia o primeiro instinto de Dunnet aos seus posteriores desenhos de Canterlot, mais "caricaturas"; subsequentemente, ele voltou à maneira como desenhou a localização. A posição de Canterlot em uma montanha e sua paleta roxa e dourada significavam realeza e aspiração. O gênero de fantasia serviu de inspiração para muitos elementos da série que foram modificados e redesenhados para se adequar ao mundo, à história e ao público-alvo. Depois de ver a versão inicial da bíblia, a Hasbro solicitou mais designs de personagens e contratou Dunnet e Lynne Naylor para refinar o plano de fundo e os estilos dos personagens.
Após a conclusão da bíblia, Hasbro e Faust avaliaram os estúdios para a animação. Studio B Productions (renomeado para DHX Media em 8 de setembro de 2010) trabalhou em animações e programas baseados em Macromedia Flash que apresentavam muitos animais. Faust sentiu que seria uma boa seleção e o Studio B solicitou que Jayson Thiessen fosse o diretor, escolha com a qual Faust concordou. Ela, Thiessen e James Wootton, que mais tarde se tornou um diretor, apresentaram um curta-metragem de dois minutos para a Hasbro, que aprovou a produção completa. Faust estimou que o tempo entre o pedido para desenvolver o show e esse ponto foi de aproximadamente um ano. A fundação da série foi criada em aproximadamente dois anos.

### Equipe técnica

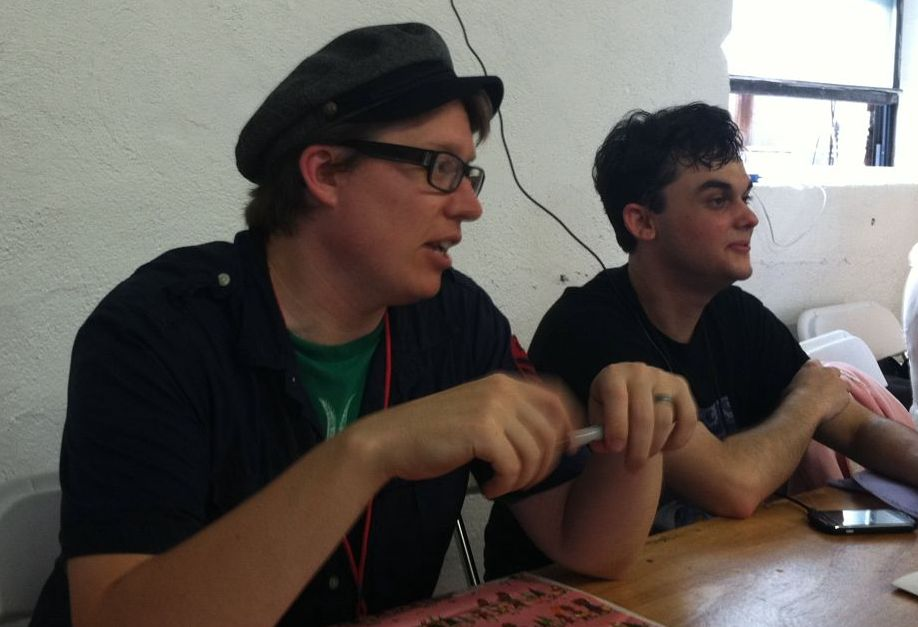
Jayson Thiessen (à esquerda), diretor supervisor da série

Hasbro Studios e um editor de histórias de uma temporada empregavam escritores. A equipe inicial de roteiristas de Faust no Hasbro Studios incluiu vários escritores que trabalharam com ela em outros programas e foram aprovados pela Hasbro, como Amy Keating Rogers, Cindy Morrow, Meghan McCarthy, Chris Savino, Charlotte Fullerton, M.A. Larson e Dave Polsky. McCarthy, que já havia passado por um hiato e estava lutando para "encontrar o caminho certo" para sua carreira, juntou-se à equipe de roteiristas após um convite de Faust. De acordo com McCarthy, ela "agarrou a chance" devido à dedicação de Faust. Depois de ser convidado a se inscrever para Friendship Is Magic, o compositor William Anderson apresentou um teste às cegas para a Hasbro. A empresa admirou seu sublinhado e o selecionou para o cargo.
Depois que o final da primeira temporada foi ao ar, Faust anunciou que ela havia renunciado ao cargo e seria creditada no futuro como produtora consultora. Seu envolvimento na segunda temporada consistiu principalmente na concepção da história e roteiros antes de ela sair após o término da temporada. Em uma entrevista para a New York Magazine, Faust afirmou que seus motivos para sair foram uma combinação de agendas de produção agitadas e uma falta de controle criativo. De acordo com McCracken, a saída de Faust foi devido ao fato de que, como um show dirigido pela empresa de brinquedos, ela era incapaz de fazer certas coisas que desejava, e que há "ainda alguma frustração por" ser incapaz de trazer alguns dos suas ideias para a triagem.
Embora inicialmente programada para trabalhar na quinta temporada do programa, McCarthy afastou-se da maior parte de seu trabalho na série para escrever My Little Pony: The Movie (2017). Depois que Thiessen também deixou o show para trabalhar na adaptação, Jim Miller se tornou o diretor supervisor. No lugar de Miller, Denny Lu, que já havia liderado a animação, tornou-se diretor. Durante a sexta temporada, Tim Stuby, supervisor de layout, também foi nomeado diretor para ajudar Miller e Lu a gerenciar a capacidade de seu trabalho.

### Roteiro
O roteiro começou com a premissa e "obter uma pepita de uma história para construir" na Hasbro. Faust e Rob Renzetti criaram tramas gerais para cada episódio. Os dois mantiveram uma sessão de brainstorming com o escritor de cada episódio para criar um roteiro de cenas e diálogos. Faust e Renzetti trabalharam com o escritor para finalizar os roteiros e atribuir algumas instruções básicas do storyboard. A Hasbro esteve envolvida em todo esse processo e definiu alguns conceitos a serem incorporados ao programa. Exemplos da influência da Hasbro incluem Celestia sendo uma princesa em vez de uma rainha, fazendo um pônei focado na moda e retratando conjuntos de brinquedos dentro da história, como a butique de Rarity. Em alguns casos, a Hasbro solicitou que o show incluísse um cenário, mas permitiu que Fausto e sua equipe criassem seu estilo visual e a Hasbro então baseou o cenário de brinquedo nele; um exemplo é a escola de Ponyville. Como Faust aderiu aos padrões educacionais e informativos que a Hasbro exigia do programa, ela achava mais difícil criar situações; por exemplo, Fausto citou ter um personagem chamando outro de "cabeça de ovo" como "trilhar uma linha muito delicada", e ter um personagem trapaceando como "preocupante para alguns". Quando a DHX Media entrou na fase de design para um episódio, os scripts foram finalizados. Cada episódio também geralmente incluía uma lição de moral ou de vida, mas essas foram escolhidas para "cruzar um amplo espectro de experiências pessoais", e não apenas para se adequar às crianças. Como questões de propriedade intelectual fizeram com que a Hasbro perdesse alguns dos direitos sobre os nomes dos pôneis originais, o programa incluiu uma mistura de personagens originais da linha de brinquedos e novos personagens desenvolvidos para o programa.
Antes do programa ser aprovado, Hasbro e Faust planejaram que cada episódio tivesse 11 minutos de duração, ao qual Faust se conformava em seu primeiro roteiro completo, "The Ticket Master". No entanto, Faust preferiu episódios de 22 minutos, que a Hasbro acabou concordando. Os scripts foram escritos em torno do tempo de execução do episódio; Miller afirmou que a maioria das coisas que foram removidas foram diálogos e ações complementares ou feitas para tornar as ideias mais concisas. Os estágios iniciais de produção foram muito apertados, exigindo um cronograma duas vezes mais rápido do que o de Faust anteriormente, e comunicação remota entre os escritórios de redação de Los Angeles e o estúdio de animação em Vancouver. Às vezes, as duas equipes realizavam "encontros de escritores" para propor ideias para personagens e situações, nos quais a equipe de animação fornecia sugestões de visual, linguagem corporal e caracterização. Ao descrever seu estilo de escrita, Larson disse que costumava usar "taquigrafia ridícula" para explicar as coisas de forma concisa e fazer referências a outras obras.

### Música

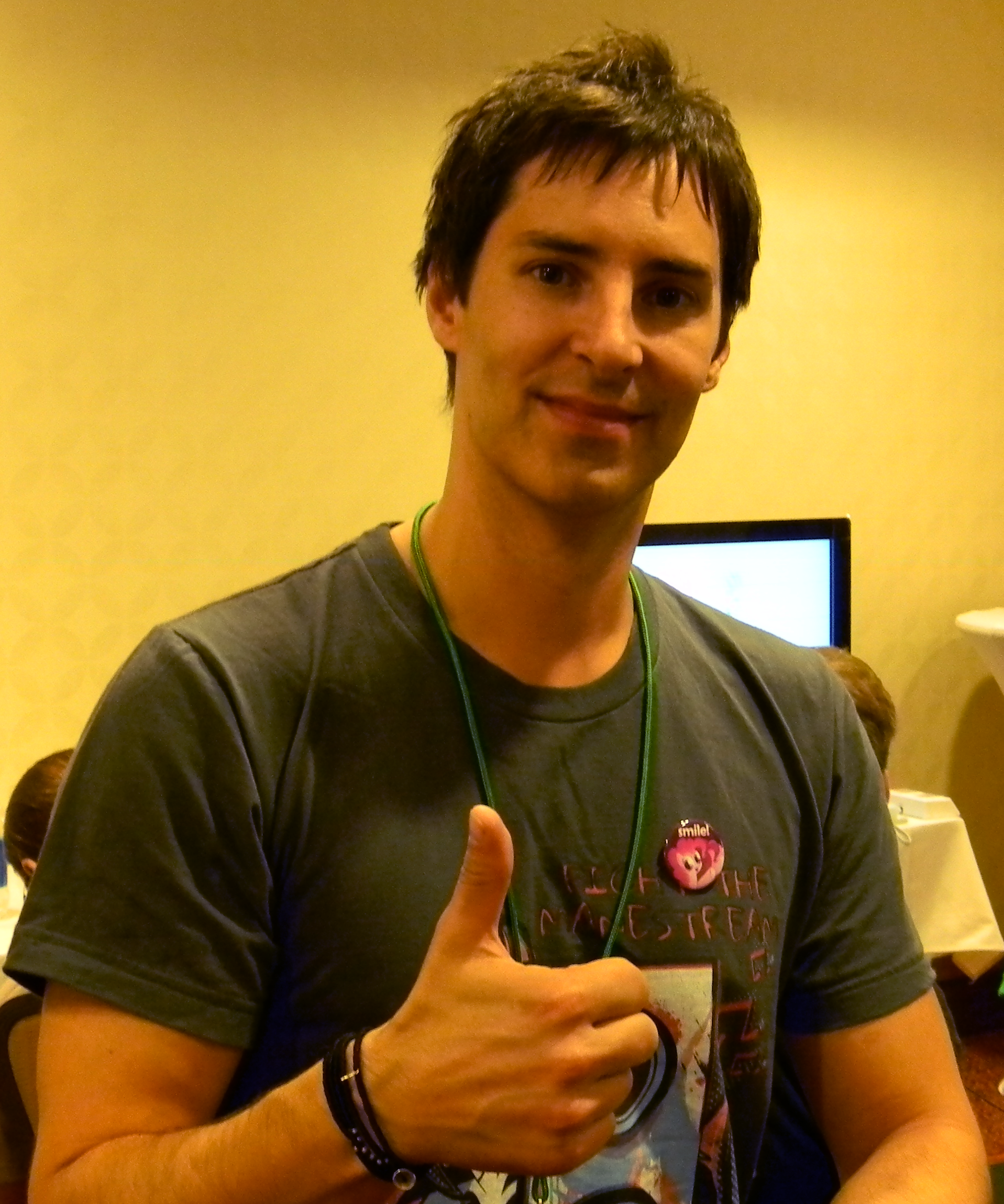
Daniel Ingram, um dos compositores da série

A música de fundo da série e canções foram compostas por William Kevin Anderson e Daniel Ingram respectivamente. A equipe de produção identificou partes do episódio onde queriam pistas musicais, o que permitiu a Anderson criar música para cada episódio. A trilha foi composta após a animação inicial do episódio e revisada por Hasbro. Ingram trabalhou junto com as composições de Anderson para criar canções que se mesclavam com a música de fundo enquanto preenchia o cenário de fantasia da série. As canções de Ingram geralmente começavam com uma "estrutura simples" que consistia em um piano e a melodia básica. A equipe de criação recebeu a música e deu contribuições. Vozes não principais e instrumentação foram então colocadas em camadas antes dos vocais do vocalista principal. Letras e temas musicais em geral foram algumas vezes sugeridos pelos escritores; dois exemplos incluem canções escritas por Amy Keating Rogers. A música e sua composição precederam substancialmente a transmissão do episódio; por exemplo, canções para a terceira temporada do programa, que começou a ser transmitido em novembro de 2012, foram compostas em 2011. Ingram achou que as canções de shows anteriores de My Little Pony eram "um pouco datadas" e decidiu trazer um trabalho mais moderno para a série Friendship Is Magic. As mudanças incluíram escrever canções com mais profundidade emocional do que aquelas típicas para animação infantil que também poderiam ser apreciadas fora do episódio. Ingram afirmou que suas canções se tornaram "maiores e mais épicas, mais Broadway e mais cinematográficas com o tempo", e a Hasbro abençoou o esforço de tentar "algo inovador para a televisão diurna". A canção "The Art of the Dress" no episódio da primeira temporada "Suited for Success" foi inspirada em "Putting it Together" do musical Sunday in the Park with George, enquanto a canção final da primeira temporada, "At The Gala" , foi baseado em Into the Woods. Um grande número musical em "The Super Speedy Cider Squeezy 6000" prestou homenagem à canção "Ya Got Trouble" de The Music Man.

### Seleção de elenco e dublagem
A seleção e produção de vozes foram feitas pela Voicebox Productions, com Terry Klassen como o diretor de voz da série. Faust, Thiessen e outros participaram da seleção dos dubladores, enquanto a Hasbro deu a aprovação final. Tara Strong recebeu o papel de Twilight Sparkle depois de Faust, que já havia trabalhado com ela em As Meninas Superpoderosas, pediu a ela para ajudar a lançar My Little Pony: Friendship Is Magic dando voz a Twilight, Pinkie Pie e "Applejack [ou] Rainbow Dash". Depois que Faust ouviu Strong as Twilight, ela sabia que queria que ela dublasse o papel. Quando Cathy Weseluck fez o teste para Spike, ela o imaginou como um bebê com voz aguda. O diretor mais tarde disse a ela para "amá-lo um pouco", o que "mudou tudo".
A série foi gravada em Vancouver. O trabalho de voz aconteceu depois da escrita e antes da animação, enquanto os animadores forneciam a direção; de acordo com Andrea Libman, a voz de Fluttershy e Pinkie Pie, essa abordagem possibilitou aos atores interpretar os personagens sem certas limitações; Libman afirmou que ela tinha permissão para ser tão exagerada quanto ela quisesse sem os animadores a parando. Em relação às canções, os atores recebiam a música antes de gravá-la e praticavam em suas casas. As músicas foram gravadas com o diálogo.

### Storyboards e animação
Os roteiros concluídos foram enviados ao Studio B para pré-produção e animação usando o Macromedia Flash Professional 8. A equipe de produção de Thiessen também teve permissão para selecionar o pessoal-chave, sujeito à aprovação da Hasbro; um dos selecionados foi o diretor de arte Ridd Sorensen. A equipe do Studio B fez o storyboard dos roteiros fornecidos, incorporando direção e criando cenas que os escritores acreditavam impossíveis de mostrar em animação. A equipe da DHX Media passou pelo storyboard e processo de design, gravou o diálogo e criou um storyboard animado a partir das gravações de voz. Os animadores então prepararam as poses dos personagens principais, esboço, arte de fundo e outros elementos principais, e enviaram essas versões de volta para a equipe de produção em Los Angeles para serem revisadas pela Hasbro com sugestões dos escritores. A Hasbro recebeu um punhado de arte, começando com desenhos brutos em preto e branco, seguidos por personagens coloridos e finalizados e designs de adereços, e então animatics e um corte bruto. Thiessen creditou muito da experiência técnica a Wooton, que criou programas em Flash para otimizar a colocação e pose dos personagens pôneis e outros elementos, simplificando e economizando o trabalho necessário dos outros animadores. Por exemplo, as crinas e as caudas dos póneis são geralmente formas fixas, animadas ao dobrá-las e alongá-las em curvas em três dimensões e dar-lhes uma sensação de movimento sem a necessidade de animar os fios de cabelo individuais.
De acordo com Timothy Packford da DHX Media, fazer storyboard de cenas de ação foi difícil porque os pontos importantes das histórias podem ser perdidos; o storyboard e a intenção precisavam ser claros. Episódios com grande quantidade de diálogos podem "meio que trabalhar duro porque há muita conversa". Um ponto crucial era manter as cenas interessantes e ter um bom fluxo de uma para a outra, mas as sequências de ação tendiam a ter mais cortes do que diálogos. Os artistas e animadores do storyboard também adicionaram personagens de fundo não roteirizados para povoar o mundo. De acordo com McCarthy, muitos dos agradecimentos ao fandom, referências à cultura pop ou outros ovos de páscoa foram adicionados pelo estúdio. O estúdio de animação filipino Top Draw também trabalhou nas animações.
Cada um dos personagens principais tinha expressões e maneirismos distintos para eles, bem como expressões gerais que compartilhavam. De acordo com a equipe da DHX Media, eles "evitaram certas expressões se [saíssem] da personalidade [dos pôneis]". A equipe criativa interpretou a personalidade de cada personagem em maneirismos, expressões faciais, adereços e ambiente doméstico. Por exemplo, a cor roxa de Twilight significa realeza e consciência mística, e suas arestas duras e angulares a personificam como uma pônei organizada. Outros exemplos incluem a crina arco-íris de Rainbow Dash representando sua habilidade de causar um Sonic Rainboom; a crina de Fluttershy indicando sua elasticidade, gentileza e otimista; a cutie mark fofa de Applejack simbolizando sua simplicidade caseira; a cutie mark de Pinkie Pie sendo semelhante a uma bolha, balão ou nuvem refletindo sua alegria e flutuabilidade; e o design de Spike incorporando sua diferença em relação aos pôneis.
Metade dos episódios foi gerida por um diretor e a outra metade pelo supervisor, enquanto os dois trabalharam juntos em duas partes. O diretor supervisor também supervisionou todos os episódios. Faust estimou que o tempo para completar um episódio era de um ano; em um ponto, a equipe trabalhou simultaneamente em vários estágios de todos os 26 episódios da primeira temporada, e quando a segunda temporada foi aprovada, esse número aumentou temporariamente para 32. Os episódios foram ao ar aproximadamente um mês após a conclusão, embora o prazo tenha se tornado seis para oito semanas na sexta temporada. Thiessen explicou que eles pressionaram para começar a trabalhar na segunda temporada assim que a primeira fosse concluída para evitar a rotatividade de pessoal.

## Elementos da série

### Ambientação, ciência e mitologia
A série se passa em Ponyville, um vilarejo onde vários personagens vivem. Esse local situa-se no reino fictício de Equestria (do latim "Equus", cavalo), habitada por pôneis mágicos coloridos e algumas outras coisas. Equestria está localizado na terra fantástica e mágica, ao lado das criaturas mitológicas como dragões, as fênix, hidras, grifos, minotauros, gárgulas, centauros, changelings, manticoras, cocatrices, quimeras, wendigos, um cérbero, um ahuizotl e um ortos, e fictícias como um draconequus, cães-diamantes, breezies, parasprites, abelhas-ursos e lobos de madeira. Vivem animais que coexistem no mundo real, entre eles, os domésticos como cães, gatos, pássaros, ovelhas, bodes e outros; os racionais como zebras, asnos, mulas, vacas, búfalos e iaques, e os selvagens como cobras, corujas, ursos-pardos, coelhos, aves e entre outros. Além disso, há lugares que situam fora de Equestria, por exemplo: a terra das zebras, dos dragões, ianques em Yakyakistan, o reino dos changelings, dos centauros, das gárgulas, grifos em Griffonstone, Maretonia, e Arábia Selada. No princípio, teve uma rivalidade das três tribos pôneis, logo depois, os wendigos chegaram, causaram o frio congelante, dando distúrbio no trabalho deles, então os pôneis resolveram suas diferenças, expulsaram eles e fundaram Equestria.
Clima, tempo, dia, noite e as estações não mudam naturalmente em Equestria. As irmãs princesas, Celestia e Luna, são responsáveis pelo movimento do Sol, que representa o dia e da Lua, representa a noite, consideradas soberanas de Equestria. O clima e tempo são controlados pelos pégasos, que movem as nuvens no céu. Alteram as estações por magia ou por um trabalho coletivo dos pôneis, dependendo das tradições de liquidação e da presença de especialistas mágicos. O único lugar onde todas as coisas crescem e mudam naturalmente, é a Floresta da Liberdade ("Everfree Forest" em inglês) e por isso os pôneis parecem ter medo da floresta.
Os pôneis que vivem em Equestria, são dividido em vários tipos:
- pôneis terrestres - apenas pôneis comuns, são muito trabalhadores, fortes, muito perto da natureza e da agricultura.
- pégasos - pôneis, que têm asas para voar. Eles podem passar entre as nuvens, e controlam o clima e o tempo.
- unicórnios - pôneis, com um chifre mágico, que podem fazer maravilhas com ele. Sua habilidade principal é a telecinese e o teletransporte, mas eles podem estudar também outras artes mágicas. Na maioria das vezes eles têm profissões, que exigem um trabalho delicado.
- alicórnios, pegacórnios ou unicórnios alados - pôneis raros, que têm tanto duas asas e um chifre, geralmente tem formas parecidas com três tipos de pôneis. Assim, eles são os únicos pôneis, que dirigem, trabalham como um membro da família real e tem tempo de magia para soluciona os problemas dos outros pôneis. Agora sabemos que tem seis princesas: Celestia, o poder do dia; Luna, o poder da noite, dos sonhos e pesadelos; Cadence, o poder do amor e da cristalização; Twilight Sparkle, o poder da amizade e harmonia, e Flurry Heart, único bebê nascido naturalmente.
- pôneis de cristal - pôneis que vivem no Império de Cristal, que situa no norte de Equestria. Podem cristalizar como forem um brilhante cristal, originado pelo Coração de Cristal ("Cristal Hearth" em inglês), um artefato mágico.

De acordo com L. Faust, todas os tipos de pôneis têm magia; somente os unicórnios controlam melhor. Os pôneis terrestes comunicam com a natureza, e por sua vez os pégasos controlam o clima e o tempo.
Quando pôneis crescem, eles recebem uma marca especial ("Cutie Marks") - dois mesmos sinais nas partes traseiras, o que mostra o seu talento especial ou destino de sua vida.
Os pôneis em geral tem formas, cores, tamanhos, modos, personalidades, estilos, culturas, idades e gêneros, parecidos com os humanos e cavalos no mundo real. Os bebês e as crianças são chamados de potros.

### Enredo

Cena do segundo episódio, mostrando a Twilight e suas amigas utilizando os Elementos da Harmonia

O enredo da série foca na protagonista principal, uma unicórnio inteligente e estudiosa, Twilight Sparkle de Canterlot, capital de Equestria, e com ajuda de seu dragão assistente Spike, sempre está com ela. Durante o primeiro episódio, Twilight é enviada voluntamente com sua mentora e soberana, Princesa Celestia, para um viralejo chamado Ponyville, para preparar ela para celebrar a festa de verão, fazer novos amigos no processo, mesmo ela não sendo muito sociável, é realmente comprometida com a prevenção naquele dia de derrota a Lua do Pesadelo ("Nightmare Moon"), a vilã lendária que retorna, derrotada e banida para a Lua pela Celestia durante mil anos, por causa de sua ambição de conquista Equestria. Durante a sua caminhada, ela conhece as outras cinco personagens pôneis (Applejack, Rainbow Dash, Pinkie Pie, Fluttershy e Rarity), que juntas à derrotam a Lua do Pesadelo, no processo, foi transformada na irmã mais nova de Celestia, a princesa reformada Luna, durante a ajuda de terem conseguido libertar o poder dos seis Elementos da Harmonia (artefatos mágicos virtudiosos, que representam a Magia, Honestidade, Lealdade, Felicidade, Bondade e Generosidade), que foram trazidos no castelo antigo, chamado de Castelo das Duas Irmãs, situado na Floresta da Liberdade. As seis estabelecem uma estreita amizade, que se tornará após a maioria dos episódios posteriores. De lá, dão ao respeito de uma vida quotidiana, tendo aventuras dessas personagens e desses aldeões, durante a primeira temporada. De cada episódio, no decorre da série, Twilight Sparkle aprende uma nova lição, sobre valor da amizade, resolver problemas com essas, citar lições de moral, e dando escrever sozinha a sua descoberta no papel, logo, será enviado da chama do Spike para a Princesa Celestia.
No decorrer dos episódios, as seis amigas, combatem as forças do mal, incluindo Discórdia, changelings e sua rainha Chrysalis, Rei Sombra, Lord Tirek, Starlight Glimmer, Stygian/Pônei das Sombras, Reitor Neighsay e Cozy Glow, por sua vez, não usou só seu reforço de derrota-los, mas usou os Elementos da Harmonia e a magia da amizade delas. Depois de muito tempo em Ponyville (no final da terceira temporada), Twilight escreveu sua primeira passagem de transforma em alicórnio, tornando uma princesa. Após de derrota Lord Tirek, elas encontrassem as chaves, que foram interpretadas na quarta temporada e o baú da Árvore da Harmonia, então abrem o baú, descobrem seus poderes para derrotar ele, logo depois, aperece um novo palácio em Ponyville para Twilight e torna-se a princesa da amizade. A partir da quinta temporada, elas encontram no palácio, uma mesa e seis cadeiras para elas, na mesa sai um mapa de Equestria, mostrando um sinal do problema de amizade de um pônei, tendo suas cutie marks brilhando, começam ir para o local, resolvem os problemas deles e acaba com brilho das cutie marks. A partir da sexta temporada, foca também na unicórnio ex-vilã reformada e aprendiz de amizade da Twilight Sparkle, Starlight Glimmer.
Após a derrota do Rei Storm, o mapa do Castelo Twilight se expandiu consideravelmente além de Equestria. Twilight Sparkle e suas amigas decidem criar uma escola para espalhar a magia da amizade, recebendo vários representantes de diferentes espécies, os Young Six, composto por Sandbar, Ocellus, Yona, Smolder, Gallus e Silverstream. A última temporada (9ª temporada) gira em torno da preparação de Twilight para ser o próximo governante de Equestria após a aposentadoria de Celestia e Luna, e o retorno do antigo vilão Grogar, que reuniu uma equipe de antigos inimigos para derrotar Twilight e seus amigos e ela assumir Equestria.

## Personagens

Cena de personagens do episódio 26 da quinta temporada da série

A série gira em torno das aventuras e da vida cotidiana da Twilight Sparkle, uma pônei unicórnio estudiosa e posteriormente uma alicórnio princesa, que gosta de lê livros, com ajuda de seu bebê assistente dragão Spike, e suas amigas em Ponyville, coloquialmente referido como as "Mane Six":
- Rainbow Dash, uma pônei pégaso travessa, que ajuda a controlar o clima e aspira a fazer parte da famosa equipe de voo de Equestria, Os Wonderbolts;
- Rarity, uma pônei unicórnio glamorosa com um toque de desenhista de moda;
- Fluttershy, uma pônei pégaso tímida e bondosa, que gosta da natureza e cuida dos animais;
- Pinkie Pie, uma pônei terrestre hiperativa, que adora festas de arremesso;
- Applejack, uma pônei terrestre trabalhadora que trabalha na fazenda de maçã da família.

Outros personagens principais são as Cutie Mark Crusaders (Cruzadas da Bela Marca, na versão brasileira), consistindo da pônei terrestre e irmã caçula de Applejack, Apple Bloom; pônei unicórnio e irmã caçula de Rarity, Sweetie Belle; pônei pégaso e fã número um de Rainbow Dash, Scootaloo; posteriormente pônei terrestre e prima de Applejack, Babs Seed, e grifo correiro, Gabby. Os dois alicórnios governantes sobre Equestria, mentora de Twilight, Princesa Celestia, e sua irmã caçula, Princesa Luna, também aparecem regularmente; outro alicórnio, Princesa Cadance, é introduzida no final da segunda temporada "Casamento em Canterlot", supervisiona o norte do Império do Cristal ao lado de seu marido Shining Armor, um unicórnio, que também é irmão mais velho de Twilight e os dois casais têm uma filha, Flurry Heart, uma alicórnio recém-nascida introduzida no início da sexta temporada "O Cristalismo/A Cristalização". O início da quinta temporada "O Mapa das Cutie Marks" introduzida Starlight Glimmer, uma unicórnio antagonista que posteriormente se torna aluna de Twilight no final da temporada "A Nova Cutie Mark".
Muitos amigos, familiares e outros moradores de Ponyville aparecem com frequência, incluindo o irmão mais velho de Applejack e pônei terrestre, Big McIntosh, e a avó e pônei terrestre Vovó Smith; a professora das Crusaders e pônei terrestre, Cheerilee, e os pôneis terrestres nemeses Diamond Tiara e Silver Spoon; a prefeita da cidade, a Prefeita Mare, e o pégaso musculoso Bulk Biceps. Personagens secundários notáveis fora de Ponyville incluem o autoproclamada "grande e poderosa" mágica viajante unicórnio Trixie; a excêntrica zebra Zecora, que mora na vizinha Floresta da Liberdade e faz cura com ervas medicinais; Os Wonderbolts pégasos Spitfire e Soarin, e a irmã mais velha de Pinkie Pie e pônei terrestre, Maud Pie, que raramente expressa emoção e é obcecada por pedras. As Mane Six também enfrentam vários antagonistas; um deles, a quimera-dragão como trapaceiro e manipulado de caos, Discórdia, é introduzido no início da segunda temporada, e posteriormente, torna-se um personagem recorrente da série.
A série também apresenta um elenco extenso de mais de 200 personagens secundários. Vários desses pôneis de fundo se tornaram favoritos dos fãs, levando-os a ter seus papéis expandidos; o centésimo episódio da série, "Um Pedaço da Vida" concentra-se quase inteiramente em alguns dos mais populares deles.

### Aparições
| Espécie         | Personagem                   | Temporada    | Temporada    | Temporada      | Temporada    | Temporada    | Temporada       | Temporada       | Temporada       | Temporada       |
| Espécie         | Personagem                   | 1ª Temporada | 2ª Temporada | 3ª Temporada   | 4ª Temporada | 5ª Temporada | 6ª Temporada    | 7ª Temporada    | 8ª Temporada    | 9ª Temporada    |
| Principais      | Principais                   | Principais   | Principais   | Principais     | Principais   | Principais   | Principais      | Principais      | Principais      | Principais      |
| --------------- | ---------------------------- | ------------ | ------------ | -------------- | ------------ | ------------ | --------------- | --------------- | --------------- | --------------- |
| Alicórnio       | Princesa "Twilight Sparkle"  | Protagonista | Protagonista | Protagonista   | Protagonista | Protagonista | Protagonista    | Protagonista    | Protagonista    | Protagonista    |
| Unicórnio       | Rarity                       | Protagonista | Protagonista | Protagonista   | Protagonista | Protagonista | Protagonista    | Protagonista    | Protagonista    | Protagonista    |
| Pônei terrestre | Applejack                    | Protagonista | Protagonista | Protagonista   | Protagonista | Protagonista | Protagonista    | Protagonista    | Protagonista    | Protagonista    |
| Pônei terrestre | Pinkie Pie                   | Protagonista | Protagonista | Protagonista   | Protagonista | Protagonista | Protagonista    | Protagonista    | Protagonista    | Protagonista    |
| Pégaso          | Rainbow Dash                 | Protagonista | Protagonista | Protagonista   | Protagonista | Protagonista | Protagonista    | Protagonista    | Protagonista    | Protagonista    |
| Pégaso          | Fluttershy                   | Protagonista | Protagonista | Protagonista   | Protagonista | Protagonista | Protagonista    | Protagonista    | Protagonista    | Protagonista    |
| Dragão          | Spike                        | Protagonista | Protagonista | Protagonista   | Protagonista | Protagonista | Protagonista    | Protagonista    | Protagonista    | Protagonista    |
| Unicórnio       | Starlight Grimmer            | Ausente      | Ausente      | Ausente        | Ausente      | Antagonista  | Co-Protagonista | Co-Protagonista | Co-Protagonista | Co-Protagonista |
| Secundários     |                              |              |              |                |              |              |                 |                 |                 |                 |
| Pônei terrestre | Apple Bloom                  | Recorrente   | Recorrente   | Recorrente     | Recorrente   | Recorrente   | Recorrente      | Recorrente      | Recorrente      | Recorrente      |
| Unicórnio       | Sweetie Belle                | Recorrente   | Recorrente   | Recorrente     | Recorrente   | Recorrente   | Recorrente      | Recorrente      | Recorrente      | Recorrente      |
| Pégaso          | Scootaloo                    | Recorrente   | Recorrente   | Recorrente     | Recorrente   | Recorrente   | Recorrente      | Recorrente      | Recorrente      | Recorrente      |
| Pônei terrestre | Babs Seed                    | Ausente      | Ausente      | Co-Antagonista | Recorrente   | Recorrente   | Recorrente      | Recorrente      | Recorrente      | Ausente         |
| Alicórnio       | Princesa Celestia            | Recorrente   | Recorrente   | Recorrente     | Recorrente   | Recorrente   | Recorrente      | Recorrente      | Recorrente      | Recorrente      |
| Alicórnio       | Nightmare Moon/Princesa Luna | Antagonista  | Recorrente   | Recorrente     | Recorrente   | Recorrente   | Recorrente      | Recorrente      | Recorrente      | Recorrente      |
| Alicórnio       | Princesa Cadance             | Ausente      | Recorrente   | Recorrente     | Recorrente   | Recorrente   | Recorrente      | Recorrente      | Recorrente      | Recorrente      |
| Unicórnio       | Shining Armor                | Ausente      | Recorrente   | Recorrente     | Recorrente   | Recorrente   | Recorrente      | Recorrente      | Recorrente      | Recorrente      |
| Alicórnio       | Flurry Heart                 | Ausente      | Ausente      | Ausente        | Ausente      | Mencionado   | Recorrente      | Recorrente      | Recorrente      | Recorrente      |

## Episódios
A série já tem 9 temporadas, um total de 222 episódios, cada temporada contendo 26 episódios, com exceção da 3ª temporada com 13 episódios. A 9ª estreou no dia 6 de abril e terminou no dia 12 de outubro de 2019 nos Estados Unidos.
| Temporada | Temporada         | Episódios         | Exibição original      | Exibição original       | Exibição no Brasil     | Exibição no Brasil     | Exibição em Portugal    | Exibição em Portugal   |
| Temporada | Temporada         | Episódios         | Estreia                | Final                   | Estreia                | Final                  | Estreia                 | Final                  |
| --------- | ----------------- | ----------------- | ---------------------- | ----------------------- | ---------------------- | ---------------------- | ----------------------- | ---------------------- |
|           | 1                 | 26                | 10 de outubro de 2010  | 6 de maio de 2011       | 21 de novembro de 2011 | 28 de setembro de 2012 | 5 de março de 2012      | 9 de abril de 2012     |
|           | 2                 | 26                | 17 de setembro de 2011 | 21 de abril de 2012     | 3 de dezembro de 2012  | 29 de junho de 2013    | 18 de fevereiro de 2013 | 6 de março de 2013     |
|           | 3                 | 13                | 10 de novembro de 2012 | 16 de fevereiro de 2013 | 21 de julho de 2013    | 18 de outubro de 2013  | 31 de março de 2014     | 16 de abril de 2014    |
|           | 4                 | 26                | 23 de novembro de 2013 | 10 de maio de 2014      | 14 de julho de 2014    | 3 de abril de 2015     | 2 de fevereiro de 2015  | 9 de março de 2015     |
|           | 5                 | 26                | 4 de abril de 2015     | 28 de novembro de 2015  | 20 de setembro de 2015 | 28 de julho de 2016    | 1 de fevereiro de 2016  | 7 de março de 2016     |
|           | 6                 | 26                | 26 de março de 2016    | 22 de outubro de 2016   | 24 de setembro de 2016 | 13 de janeiro de 2017  | 25 de setembro de 2016  | 15 de dezembro de 2017 |
|           | 7                 | 26                | 15 de abril de 2017    | 28 de outubro de 2017   | 14 de agosto de 2017   | 4 de janeiro de 2019   | 17 de abril de 2023     | 15 de maio de 2023     |
|           | Filme             | Filme             | 6 de outubro de 2017   | 6 de outubro de 2017    | 5 de outubro de 2017   | 5 de outubro de 2017   | 14 de dezembro de 2017  | 14 de dezembro de 2017 |
|           | 8                 | 26                | 24 de março de 2018    | 13 de outubro de 2018   | 7 de janeiro de 2019   | 8 de fevereiro de 2019 | Nunca Foi Exibido       | Nunca Foi Exibido      |
|           | Especial de natal | Especial de natal | 27 de outubro de 2018  | 27 de outubro de 2018   | 28 de novembro de 2018 | 28 de novembro de 2018 | 31 de dezembro de 2023  | 31 de dezembro de 2023 |
|           | 9                 | 26                | 6 de abril de 2019     | 12 de outubro de 2019   | 6 de julho de 2019     | 19 de agosto de 2020   | Nunca Foi Exibido       | Nunca Foi Exibido      |
|           | Especial          | Especial          | 29 de junho de 2019    | 29 de junho de 2019     | 27 de julho de 2019    | 27 de julho de 2019    | 15 de agosto de 2023    | 15 de agosto de 2023   |

## Mercadorias e outras médias
A Amizade É Mágica está associada com relançamento de 2010 de sua linha de brinquedos de My Little Pony, tendo cartas colecionáveis, quadrinhos, aplicativos de jogos e livros. Hasbro tendo My Little Pony como uma marca de "estilo de vida", com mais de 200 licenças em 15 categorias de produtos, que inclui vestuário, utilidades domésticas e mídia digital. A marca arrecadou 650 milhões de dólares em vendas no varejo em 2013, um bilhão de dólares anualmente em vendas no varejo em 2014 e 2015.

### Filme
Em 20 de outubro de 2014, a Hasbro e a Allspark Pictures anunciaram um filme cinematográfico adaptado pela série animada, lançado em 2017. Joe Ballarini, originalmente era roteirista do filme. Thiessen estará dirigindo o filme, com McCarthy escrevendo o filme e atuando como produtor co-executivo do filme ao lado de Mike Vogel. Na PonyCon de 2015, feita na Austrália, Meghan McCarthy anunciou que o lançamento do filme estava planejado para março de 2017.
O filme seria lançado em 3 de novembro, mas foi antecipado em 6 de outubro de 2017, e será distribuído ao redor do mundo pela Lionsgate, com a exceção com China. No Brasil, foi lançado em 5 de outubro de 2017. Em Portugal, foi lançado em 14 de dezembro de 2017. O filme diz respeito aos pôneis "Mane 6" - Twilight Sparkle, Applejack, Fluttershy, Pinkie Pie, Rainbow Dash e Rarity - viajando além de Equestria para parar uma ameaça que se aproxima de sua cidade natal de Ponyville.

### Curtas animadas
No final de janeiro até final de fevereiro de 2019, a Hasbro Studios lançou cinco curtas animadas tie-in em seu canal do YouTube.

### Especiais
Em 27 de outubro de 2018 no Discovery Family, um especial de natal intitulado Best Gift Ever, ambientado entre oitava e nona temporada. No Brasil, foi exibido em 22 de dezembro de 2018, no Discovery Kids. Neste especial natalino de uma hora, as Mane Six e Spike esperam encontrar o melhor presente de sempre para a Lareia Calorosa.
Em 29 de junho de 2019 no Discovery Family, um especial intitulado Rainbow Roadtrip, sequência da oitava temporada com um estio igual ao filme de 2017. No Brasil, foi exibido em 27 de julho de 2019, no Discovery Kids. Neste especial de uma hora, Rainbow Dash foi convidado para um festival no Hope Hollow como convidada de honra.

### Equestria Girls
Para promover o lançamento de sua nova linha de bonecas fashion dolls My Little Pony: Equestria Girls, Hasbro Studios promoveu um filme baseado como spin-off da série animada A Amizade É Mágica, intitulado Equestria Girls. O filme foi exibido primeiramente no Festival de Cinema de Los Angeles em junho de 2013 e em seguido em mais de 200 salas de cinema em 16 de junho de 2013 nos EUA. Este filme, se estabelece cronologicamente pouco depois do final da terceira temporada da série. Na trama, Sunset Shimmer, uma ex-aluna da Celestia, consegue rouba coroa com Elemento da Harmonia de Twilight Sparkle. Twilight segue-a através do espelho mágico, ela é enviada para mundo humano, com transformação humana, vai para escola de ensino Canterlot High School, recupera a coroa. Na escola, ela se encontra com as estudantes humanas parecidas com as suas contrapartes pôneis de Ponyville, elas se tornam amigas, para consegui vence Sunset Shimmer no baile da escola, com ajuda delas, Twilight consegui retorna com sua coroa ao seu mundo. Muitos dos membros da equipe da série original foram contratados para trabalhar no filme, incluindo o roteirista Meghan McCarthy, que afirmou considerar a história como "uma extensão da nossa história". O diretor de marketing John Frascotti disse que Hasbro estava "respondendo ao desejo dos fãs de conhecer a marca de novas formas". O filme foi disponibilizado como DVD/Blu-ray em 6 de agosto de 2013, pouco antes da exibição em 1 de novembro de 2013, no canal The Hub. No Brasil, foi exibido em 6 de outubro de 2013, no Discovery Kids. Em Portugal, foi exibido em 4 de março de 2014, no Canal Panda.
A sequela intitulado Equestria Girls – Rainbow Rocks foi anunciado em fevereiro de 2014, e foi exibido nos cinemas dos EUA e do Canadá em 27 de setembro de 2014. Um terceiro filme intitulado Equestria Girls - Jogos da Amizade foi anunciado em janeiro de 2015, e foi exibido no canal Discovery Family em 26 de setembro de 2015. Um quarto filme, intitulado Equestria Girls - A Lenda do Everfree, foi anunciado em 10 de outubro de 2015, e foi exibido pela Netflix em 1 de outubro de 2016. Em 4 de outubro de 2016, foi anunciado três episódios especiais de 22 minutos, intitulados Magia da Dança, Magia do Cinema e Magia do Espelho, e foram exibidos no canal Discovery Family, em 24 de junho, 1 e 8 de julho de 2017 respectivamente, seguido de vários curtas de verão de 3 minutos, e foram exibidos em julho e agosto de 2017, no canal Discovery Family. Em 17 de novembro de 2017, foi exibido a websérie exclusiva para YouTube. Os quatro especiais de 44 minutos, baseado na websérie de 2017, primeiro exibido em 17 de fevereiro, segundo exibido em 6 de julho de 2018, terceiro exibido em 30 de março de 2019 no Discovery Family, quarto exibido em 27 de julho de 2019 e quinto e último exibido em 2 de novembro de 2019.

### Quadrinhos e mangás
Os quadrinhos americanos de My Little Pony são publicados pela IDW Publishing sob a licença de Hasbro. A primeira edição de A Amizade É Mágica, foi publicado em novembro de 2012 e provou ser um empreendimento de grande sucesso com uma circulação maior do que a maioria dos títulos concorrentes. A série é escrita por Katie Cook e ilustrada por Andy Price. A primeira questão, até o início de outubro, já ganhou mais de 90.000 pré-pedidos, tornando-se um melhor vendedora do que outros quadrinhos para esse mês. No início de novembro, o título excedeu 100.000 pré-pedidos, e a IDW se comprometeu com uma segunda etapa de capítulos para atender a demanda adicional. A primeira edição possui 19 capas diferentes, as mais exclusivas para lojas de quadrinhos e mercados específicos e apenas disponíveis em número limitado. O quadrinho, através de seus oito primeiros temas, continua sendo o título mais bem sucedido da IDW, e junto com The Walking Dead, continua sendo um dos poucos não quadrinhos DC e Marvel para quebrar regularmente os 100 melhores quadrinhos vendidos a cada mês. No Brasil, foi publicado pela Panini Comics, em Abril de 2016.
No Japão foi lançado line-up de 2010, em 2013 pela We've Inc. e Bushiroad (os detentores da licença japonesa na época, antes de Sega Toys assumir), uma série de quadrinho japonês de Akira Himekawa iniciou a serialização na revista Shogakukan de Pucchigumi, publicado no Japão em 12 de agosto de 2013. A primeira adaptação completou sua serialização em fevereiro de 2014, e os quadrinhos "Micro-série" da IDW foram então traduzidos para japonês também. O segundo livro de quadrinhos de 80 páginas foi publicado em 16 de outubro de 2014. Quadrinhos de My Little Pony terminaram em setembro de 2021. Os quadrinhos foram substituídos por My Little Pony: Generations no mês seguinte. Um crossover dos quadrinhos entre A Amizade É Mágica e Transformers foi lançado em 2020 e 2021.

Vários "quadrinhos de ações" também apareceram em várias línguas em certas revistas infantis convencionais, como Sparkle World da Redan Publishing, com sede no Reino Unido.

### Livros
Hasbro se associou com Little, Brown and Company para publicar vários livros infantis destinados a diferentes níveis de leitura envolvendo a franquia A Amizade É Mágica, incluindo um guia oficial da série, a partir de abril de 2013. A partir de janeiro de 2016, mais de 3 milhões de livros de "My Little Pony" foram publicados e vendidos pela empresa, e eles estenderam seu acordo da Hasbro até 2018, além de adicionar outras propriedades da Hasbro, tais como Transformers.

### Jogos e aplicativos
Em conjunto com Ruckus Media, Hasbro lançou um aplicativo iOS Twilight Sparkle, Teacher for a Day lançado em outubro de 2011. Ele dá às crianças práticas na leitura, incorporando mini-jogos. Vários livros digitais com base na A Amizade É Mágica, incluindo versões histórias dos aplicativos Ruckus, foram lançados para Barnes & Noble Nook, em parceria com Hasbro.
Hasbro foi licenciada pela Gameloft para criar um jogo eletrônico de A Amizade é Mágica para dispositivos móveis, com primeiro jogo intitulado My Little Pony: A Amizade É Mágica, chegando ao mercado em 8 de novembro de 2012. O primeiro jogo possui um gênero para construção da vila, com mini-jogos de ação para dispositivos iOS e Android. Embora o jogo seja dirigido para jogadores mais jovens, o Barnabé Anglade de Gameloft afirmou que há afirmações para o fandom brony da série, como a inclusão de personagens favoritos e pôneis de fundo populares para os fãs.

### Jogos de cartas
Enterplay, LLC foi licenciado para criar figurinhas de A Amizade é Mágica, com um primeiro conjunto lançado no início de 2012 e um segundo conjunto em 2013. Além das cartas bases, a Enterplay ofereceu cartas de edição limitada em várias convenções de fãs, que já se tornaram cartas valorizas de colecionador. A Amizade é Mágica - jogo de cartas colecionáveis temáticos pela Enterplay, My Little Pony Collectible Card Game, foi lançado em novembro de 2013. O jogo de cartas foi considerado bem sucedido pela Enterplay, ajudando-os a impulsionar suas vendas no setor de jogos de passatempo, e levou a várias expansões para a série de cartas.

### Spin-off
A Hasbro e o Discovery Family anunciaram uma série animada subsequente, My Little Pony: Pony Life, que estreou no canal Treehouse TV em 21 de junho de 2020 no Canadá, e estreou em 7 de novembro pelo Discovery Family nos Estados Unidos, no Brasil estreou no dia 14 de dezembro no Discovery Kids. Em Portugal a série estreou no serviço de streaming do Canal Panda no Panda+ a 20 de março de 2023. A nova série é baseada nos mesmos personagens, com os mesmos dubladores retornando (Com a exceção de Cathy Weseluck a dubladora do Spike), mas apresenta um novo estilo de animação e concentrado ao lado mais cômico da história da vida.

### Sequência
Depois que o final da série foi ao ar, a Hasbro começou a trabalhar em uma quinta geração, que começou com um longa-metragem, My Little Pony: A New Generation. Como A Amizade É Mágica, é ambientado em Equestria, a equipe de produção quer explorar ainda mais a tradição e construção de mundo estabelecido pela quarta geração. No entanto, a quinta geração é definida após os eventos da quarta, com foco em pôneis diferentes e partes inexploradas de Equestria. Para a Hasbro, isso deu a eles a oportunidade de incluir os ovos de Páscoa nas gerações anteriores. O filme foi lançado na Netflix em setembro de 2021 com críticas positivas; ele será seguido por uma sequência de uma série de televisão, que será lançada no serviço de streaming em 2022.

## Distribuição

### Televisão

#### Estados Unidos e Canadá
My Little Pony: A Amizade É Mágica, nos Estados Unidos estreou em 10 de outubro de 2010, no canal free-to-air The Hub, no mesmo dia em que o canal substituiu Discovery Kids. A terceira temporada, estreou no seu sucessor Hub Network, em 16 de fevereiro de 2013 até seu termino em 10 de maio de 2014. Foram suas quartas primeiras temporadas que estrearam no canal rebranded Discovery Family, em 13 de outubro de 2014. A partir da quinta temporada, estreou em 4 de abril de 2015.
No Canadá, estreou em 5 de janeiro de 2011, no Treehouse TV. A classificação etária é recomendado em seu país de origem com o símbolo TV-Y (para todas as idades).

#### Internacional
A série foi distribuído para os mercados internacionais, incluindo 180 territórios, em mais de 10 idiomas. Turner Broadcasting System organiza à transmissão desta série e outros shows da Hasbro Studios, e para muitos de seus canais europeus, asiáticos, do Oriente Médio como Boomerang, Boing, Cartoon Network e Cartoonito.
No Reino Unido e Irlanda, foram duas primeiras temporadas, lançados em 4 de julho de 2011, no Boomerang até seu cancelamento em 5 de março de 2012. A partir da terceira temporada, foi lançado em 28 de setembro de 2013, nos canais atuais Tiny Pop, Pop e extinto Pop Girl, operado pelo CSC Media Group.
Na França, foi lançado em 26 de agosto de 2011, no TiJi, e em 3 de novembro, no Gulli.
Na Itália, a partir da primeira temporada, foi lançado em 29 de agosto de 2011, na Italia 1; em 5 de dezembro de 2011, no Cartoonito. A partir da segunda temporada, foi lançado em 13 de outubro de 2012, no Boomerang, e em 5 de novembro de 2012, no atual Cartoonito.
Na Espanha, antigamente foi lançado em 12 de setembro de 2011, no Boing, e em 15 de setembro de 2011, no Cartoonito. A partir da segunda temporada, foi lançado em 13 de abril de 2013, no Disney Channel.
Na Alemanha, Áustria e Suíça, foram as três primeiras temporadas, lançados em 19 de setembro de 2011 até seu termino em Dezembro de 2013 na Nickelodeon; a partir da terceira temporada, foi lançado em 8 de dezembro de 2015 no Junior, e a partir da quarta temporada foi lançado em 4 de abril de 2015, no Disney Channel.
Na Suíça, foi exibido na TV24.
Na América Latina, foi lançado em 21 de novembro de 2011, às 8h no Brasil, 10h:30 na Argentina, 10h:30 e 16h na Colômbia, 10h no México, no canal Discovery Kids. No Brasil, foi lançado em 17 de dezembro de 2018, às 9h no canal TV Cultura.
Em Portugal, foi lançado em 5 de março de 2012, às 7h30 e 18h00 para Canal Panda, e em 17 de outubro de 2016, no JimJam.
No Quebec, foi lançado em 26 de setembro de 2013, no Yoopa.
Em Angola e Moçambique, foi lançado em 3 de fevereiro de 2015, no DStv Kids.

### Canais de transmissão
| Lista de países e seus canais que transmitem My Little Pony: A Amizade É Mágica | Lista de países e seus canais que transmitem My Little Pony: A Amizade É Mágica                               | Lista de países e seus canais que transmitem My Little Pony: A Amizade É Mágica |
| País / Região | Canal de transmissão                                                                                          | Título |
| --- | --- | --- |
| África do Sul · Angola · Benim · Botswana · Burquina Fasso · Burundi · Cabo Verde · Camarões · Chade · Comores · Costa do Marfim · Djibuti · Eritreia · Etiópia · Gâmbia · Gabão · Gana · Guiné · Guiné Equatorial · Guiné-Bissau · Quênia · Lesoto · Libéria · Madagáscar · Malawi · Mali · Ilhas Maurícias · Mauritânia · Moçambique · Namíbia · Níger · Nigéria · República Centro-Africana · República Democrática do Congo · República do Congo · Ruanda · São Tomé e Príncipe · Senegal · Serra Leoa · Seicheles · Somália · Essuatíni · Sudão · Sudão do Sul · Tanzânia · Togo · Uganda · Zâmbia · Zimbabwe | Nicktoons (Inglês)                                                                                            | My Little Pony: Friendship is Magic |
| Alemanha | Disney Channel, Junior (extinto), Nickelodeon                                                                 | My Little Pony – Freundschaft ist Magie |
| Albânia | Bang Bang, IN TV                                                                                              | Miqësia është magjike me ponin tim të vogël |
| América Latina | Discovery Kids LATAM (Espanhol)                                                                               | My Little Pony: La magia de la amistad |
| Angola · Cabo Verde · Guiné-Bissau · Moçambique · São Tomé e Príncipe | DStv Kids | My Little Pony: A Amizade é Mágica |
| Argentina | Telefe, Discovery Kids Argentina                                                                              | My Little Pony: La magia de la amistad |
| Armênia | Shant TV, Shant Premium, TunTunik                                                                             | Իմ փոքրիկ պոնին: Ընկերությունը հրաշք է (Im p’vok’rik ponin:Ynkerut’yuny hrashk’e) |
| Austrália | Boomerang, Cartoon Network, Eleven                                                                            | My Little Pony: Friendship is Magic |
| Azerbaijão | ARB Günəş | Mənim balaca ponim |
| Bangladesh · Butão · Burma · China · Filipinas · Hong Kong · Índia · Indonésia · Irão · Macau · Malásia · Maldivas · Mongólia · Nepal · Paquistão · Sri Lanka · Singapura · Tailândia · Taiwan · Vietname | Boomerang | My Little Pony: Friendship is Magic |
| Bélgica | vtm, vtmKids Jr., vtmKzoom                                                                                    | My Little Pony: Vriendschap is betoverend |
| Bielorrússia | 8 Kanal, Cosmos TV Karusel (Russo)                                                                            | Mой маленькі поні: дружба гэта магія (Moj malieńki poni: Družba heta mahija) Дружба - это чудо (Druzhba - eto chudo, Russo)                                                                         |
| Bósnia e Herzegovina | Hayatovci, Federalna TV (extinto), Minimax (Sérvio), RTVTK (Sérvio, extinto)                                  | Moj mali poni Moj mali poni: Prijateljstvo je čarolija / Мој мали пони: Пријатељство је чарлоија (Minimax) Moj mali poni: Prijateljstvo je magija / Мој мали пони: Пријатељство је магија (RTVTK)   |
| Brasil | Discovery Kids Brasil, TV Cultura, Globoplay, Tele Cine (filme)                                               | My Little Pony: A Amizade é Mágica My Little Pony: Amizade é Pura Magia (DVD) |
| Bulgária | Super7, bTV (extinto)                                                                                         | Малкото пони: Приятелството е магия (Malkoto poni: Priyatelstvoto e magiya) |
| Camboja | SEATV | ប៉ូនីជាទីស្រលាញ់ (Poni chéa ti sralunh) |
| Canadá | Treehouse TV, Yoopa (Francês)                                                                                 | My Little Pony: Friendship is Magic (Inglês) Mon Petit Poney: La Magie de L'amitié (Francês) |
| Cazaquistão | 31 Channel | Дружба - это чудо (Druzhba - eto chudo, Russo) |
| Chéquia | Minimax, TV Barrandov, JimJam, SMÍCHOV                                                                        | Můj malý pony: Přátelství je magické |
| Chile | MEGA, Discovery Kids Chile                                                                                    | My Little Pony: La magia de la amistad |
| China | CCTV-14 Kids                                                                                                  | 小马宝莉 (Xiǎo mǎ bǎo lì) |
| Chipre | Nickelodeon (Grego, extinto)                                                                                  | My Little Pony: Η Φιλία είναι μαγική (My Little Pony: I Filía eínai magikí) |
| Colômbia | Discovery Kids Colombia                                                                                       | My Little Pony: La magia de la amistad |
| Coreia do Sul | Tooniverse, Disney Channel, Disney Junior, Daekyo Kids TV                                                     | 마이리틀포니 (Mailiteulponi) |
| Croácia | HRT 2, RTL Kockica                                                                                            | Moj mali poni: Prijateljstvo je čarobno (HRT) My Little Pony: Prijateljstvo je čarolija (RTL Kockica)                                                                                               |
| Dinamarca | Boomerang (extinto), Cartoon Network, Nickelodeon                                                             | My Little Pony: Venskab er ren magi |
| Emirados Árabes Unidos | e-Junior | ماي ليتل بوني / مهرتي الصغيرة (Árabe) My Little Pony: Friendship is Magic (Inglês) |
| Eslováquia | Plus, Televízia JOJ                                                                                           | My Little Pony: Priateľstvo je magické |
| Eslovênia | Minimax, POP TV                                                                                               | Moj mali poni: Prijateljstvo je čarobno (Minimax) Moj mali poni: Čarobno prijateljstvo (POPTV) |
| Espanha | Boing (extinto), Cartoonito (extinto), Disney Channel, Disney Junior                                          | My Little Pony: La magia de la amistad |
| Estados Unidos | Discovery Family, AFN Family Discovery Familia (Espanhol)                                                     | My Little Pony: Friendship is Magic (Inglês) My Little Pony: La magia de la amistad (Espanhol) |
| Estónia | KidZone TV e TV3                                                                                              | Minu väike poni: Sõprus on maagiline (KidZone TV) Minu väike poni: Sõprus on imeline (TV3) |
| União Europeia | JimJam (Inglês)                                                                                               | My Little Pony: Friendship is Magic |
| Filipinas | Boomerang (Inglês), GMA 7                                                                                     | My Little Pony: Friendship is Magic |
| Finlândia | FOX, Nelonen Nappula                                                                                          | My Little Pony: Ystävyyden taikaa |
| França | Gulli, TiJi                                                                                                   | My Little Pony: Les amies, c'est Magique |
| Geórgia | Basti-Bubu | ჩემი პატარა პონი (Chemi patara poni) |
| Grécia | Nickelodeon (extinto, Temporadas 1-6) Star Channel (Temporada 7-presente, filmes)                             | My Little Pony: Η Φιλία είναι μαγική (My Little Pony: I Filía eínai magikí) |
| Hong Kong | now香港 e ViuTV (Cantonês) ViuTV 6 (Inglês)                                                                   | 小馬寶莉：友情就是魔法 (Xiǎo mǎbǎolì: Yǒuqíng jiùshì mófǎ, now香港) 小馬寶莉 (Xiǎo mǎbǎolì, ViuTV) My Little Pony: Friendship is Magic (Inglês)                                                     |
| Hungria | Minimax TV2, JimJam e KiWi TV (extinto, Temporada 1-2)                                                        | Én kicsi pónim: Varázslatos barátság |
| Ilhas Feroé | Kringvarp Føroya                                                                                              | My Little Pony |
| Índia | Pogo TV, Nick Jr.                                                                                             | My Little Pony: Friendship is Magic |
| Indonésia | Boomerang, Global TV, rtv HBO, HBO Family, Trans TV (Filme)                                                   | My Little Pony: Keajaiban Persahabatan (Global TV) My Little Pony: Friendship is Magic (Boomerang e rtv)                                                                                            |
| Irão | Persian Toon (extinto), GEM Junior, GEM Kids e Tameshk TV                                                     | پونی کوچولوها (Persian Toon) پونی کوچولو (Pooni koochooloo, GEM Junior, GEM Kids e Tameshk TV) |
| Israel | Hop! Channel e Nick Jr. Junior (Alemão)                                                                       | הפוני הקטן שלי: חברות היא קסם (HaPoni haKatan Sheli: Chaverut Hi Kesem) My Little Pony – Freundschaft ist Magie (Alemão)                                                                            |
| Itália | Boomerang, Cartoonito, Italia 1 (extinto)                                                                     | My Little Pony - L'amicizia è magica |
| Japão | TV Tokyo, Dlife, Disney Channel                                                                               | マイリトルポニー ～トモダチは魔法～ (Mai Ritoru Ponī ~Tomodachi wa Mahō~) |
| Letónia | KidZone TV e TV3 TV1000 Premium (Filme)                                                                       | Mans mazais ponijs (Kidzone TV) Mans mazais ponijs: Draudzība ir brīnums (TV3) |
| Lituânia | KidZone TV, TV3, TV8 TV1000 Premium (Filme)                                                                   | Mano mažasis ponis: Stebuklinga draugystė |
| Macedônia do Norte | Sitel TV Minimax (Sérvio)                                                                                     | Моето мало пони (Moeto malo poni) Moj mali poni: Prijateljstvo je čarolija / Мој мали пони:Пријатељство је чарлоија (Sérvio)                                                                        |
| Malásia | Boomerang, Astro Ceria, NTV7 (extinto, Inglês) TV3 (Inglês) HBO, HBO Family (Filme)                           | My Little Pony: Friendship is Magic |
| México | Canal 5, Discovery Kids México                                                                                | My Little Pony: La magia de la amistad |
| Mongólia | Dream Box, EduTV                                                                                              | Миний бяцхан одой морь (Minii byatskhan odoi mori) |
| Montenegro | Elmag Kids (Sérvio), Minimax (Sérvio), TV Vijesti, RTCG SAT e A1 TV (Sérvio)                                  | Moj mali poni: Prijateljstvo je čarolija / Мој мали пони: Пријатељство је чарлоија (Minimax) Moj mali poni: Prijateljstvo je magija / Мој мали пони: Пријатељство је магија (Elmag Kids)            |
| Mundo | Netflix, YouTube, Apple Store, Google Play                                                                    | My Little Pony: Friendship is Magic |
| Nicarágua | Canal 4 Nicarágua                                                                                             | My Little Pony: La magia de la amistad |
| Noruega | Boomerang (extinto), Cartoon Network (extinto), Nickelodeon Viasat Film Premiere, Viasat Film Hits (Filme)    | My Little Pony: Vennskap er ren magi |
| Nova Zelândia | TVNZ 2 | My Little Pony: Friendship is Magic |
| Oriente Médio e Norte da África | Cartoon Network Árabe (extinto), Spacetoon, OSN Kid Zone TV, Gulli Bil Arabi                                  | ماي ليتل بوني / مهرتي الصغيرة |
| Países Baixos | Kindernet, Nickelodeon, RTL Telekids e JimJam Film1 Family (Filme)                                            | My Little Pony: Vriendschap is betoverend |
| Paquistão | Cinemachi Kids, Pop                                                                                           | My Little Pony: Friendship Is Magic |
| Polónia | MiniMini+ teleTOON+ TVP ABC Polsat JimJam CANAL+                                                              | My Little Pony: Przyjaźń to magia |
| Portugal | Canal Panda, JimJam e Panda+                                                                                  | My Little Pony: A Amizade é Mágica |
| Reino Unido e Irlanda | Boomerang (extinto), POP, Pop Girl (extinto), Tiny Pop                                                        | My Little Pony: Friendship is Magic |
| Roménia | Minimax, JimJam, PrimaTV, Nickelodeon,Disney Channel                                                          | Micul meu ponei: Prietenia este magică |
| Rússia | Karusel, TiJi, KidZone TV, Ani                                                                                | Дружба - это чудо (Druzhba - eto chudo) Мой маленький пони: Дружба это волшебство (KidZone TV) |
| Sérvia | Minimax, Dexy TV, Mini (extinto), RTS 2, RTV 1, Pink 2, Pink Super Kids, Bang Bang (Albanês), JimJam (Inglês) | Moj mali poni: Prijateljstvo je čarolija / Мој мали пони: Пријатељство је чарлоија (Minimax) Moj mali poni: Prijateljstvo je magija / Мој мали пони: Пријатељство је магија (Mini, Dexy TV e RTS 2) |
| Singapura | Okto | My Little Pony: Friendship is Magic |
| Suécia | Boomerang (extinto), Cartoon Network (extinto), Nickelodeon Viasat Film Premiere, Viasat Film Hits (Filme)    | My Little Pony: Vänskap är magisk / magiskt |
| Suíça | TV24 (Alemão)                                                                                                 | My Little Pony – Freundschaft ist Magie |
| Taiwan | YOYOTV | 彩虹小馬 (Cǎihóng xiǎo mǎ) |
| Tailândia | Boomerang, MCOT Family, Chocolate TV, LINE TV                                                                 | My Little Pony : Friendship is Magic (Boomerang) My Little Pony (MCOT Family) My Little Pony – มหัศจรรย์แห่งมิตรภาพ (Chocolate TV, LINE TV)                                                             |
| Turquia | Minika Çocuk, a2, Disney Channel (Equestria Girls e Rainbow Rocks)                                            | My Little Pony: Arkadaşlık Sihirlidir |
| Ucrânia | Plus Plus K1, Volia Cine+ Kids (Filme)                                                                        | My Little Pony: Дружба - це диво (My Little Pony: Druzhba - tse dyvo) |
| Vietname | SAOTV, SCTV3, VTC11, ZTV, VTVcab 8 - BiBi, VTVcab 20 – V Family                                               | My Little Pony: Tình bạn diệu kỳ (SAO TV) Pony bé nhỏ – Tình bạn diệu kỳ (VTC11/ZTV version) |

### Home media e serviços de streaming
Nos Estados Unidos, os episódios estão disponíveis para download digital, através da iTunes Store. Juntamente com várias outras propriedades da Hasbro, os episódios do programa foram adicionados ao serviço de streaming de vídeo Netflix em 1 de abril de 2012. O DVD de dois episódios, "Celebration no Canterlot", o que foi oferecido as lojas Target Corporation exclusivamente, embalados com certos brinquedos da franquia.
Shout! Factory, tem os direitos de publica DVD para série, dentro da Região 1. Quatorze DVDs de cinco episódios e três DVDs de seis episódios foram lançados até hoje.
As primeiras seis temporadas da série foram lançadas as caixas de coleção de DVD completa.

 Madman Entertainment tem a licença para publicar a série por meio de DVDs e downloads digitais na Região 4, mas desde a quarta temporada, Beyond Home Entertainment assumiu a licença.
| Título                                 | Data de lançamento da Região 1 | Episódios | Características adicionais |
| -------------------------------------- | ------------------------------ | --- | --- |
| The Friendship Express                 | 28 de fevereiro de 2012        | - "Friendship Is Magic" (temporada 1, episódios 1 e 2) - "Over a Barrel" (temporada 1, episódio 21) - "Hearth's Warming Eve" (temporada 2, episódio 11) - "The Last Roundup" (temporada 2, episódio 14) | - Esboços biográficos dos personagens principais - Cantar junto de Karaokê (música tema completa de dois minutos) - Pound Puppies, episódio ("The Yipper Caper", T1E1) - Colorindo páginas                                                              |
| Royal Pony Wedding                     | 7 de agosto de 2012            | - "A Canterlot Wedding" (temporada 2, episódios 25 e 26) - "Hearts and Hooves Day" (temporada 2, episódio 17) - "Sweet and Elite" (temporada 2, episódio 9) - "The Best Night Ever" (temporada 1, episódio 26) | - Cantar junto estendido "Love Is in Bloom" - Cantar junto "The Perfect Stallion" - Folhas para colorir imprimíveis |
| Adventures in the Crystal Empire       | 4 de dezembro de 2012          | - "The Crystal Empire" (temporada 3, episódio 1 e 2) - "It's About Time" (temporada 2, episódio 20) - "Luna Eclipsed" (temporada 2, episódio 4) - "Sonic Rainboom" (temporada 1, episódio 16) | - Cantar junto ("The Ballad of the Crystal Empire") - Folha de coloração |
| Coleção de DVD da 1ª temporada         | 4 de dezembro de 2012          | Todos os episódios da 1ª temporada | - Vídeos de música cantar junto (Música tema estendida e "At the Gala") - Folhas imprimíveis para colorir - Comentários de áudio com elenco ("Friendship Is Magic", "Winter Wrap Up", "Suited for Success", "The Show Stoppers", "The Best Night Ever") |
| Pinkie Pie Party                       | 29 de janeiro de 2013          | - "Feeling Pinkie Keen" (temporada 1, episódio 15) - "Party of One" (temporada 1, episódio 25) - "Baby Cakes" (temporada 2, episódio 13) - "A Friend in Deed" (temporada 2, episódio 18) - "Too Many Pinkie Pies" (temporada 3, episódio 3)                                                                       | - Cantar junto ("Smile Song (Smile, Smile, Smile)") - Kit de atividade de festa |
| Princess Twilight Sparkle              | 30 de abril de 2013            | - "Magical Mystery Cure" (temporada 3, episódio 13) - "Games Ponies Play" (temporada 3, episódio 12) - "Magic Duel" (temporada 3, episódio 5) - "MMMystery on the Friendship Express" (temporada 2, episódio 24) - "Lesson Zero" (temporada 2, episódio 3)                                                        | - Cantar junto ("A True, True Friend") - Folha de coloração |
| Coleção de DVD da 2ª temporada         | 14 de maio de 2013             | Todos os episódios da 2ª temporada | - Leitura ao vivo do palco do evento My Little Pony Project 2012 - Gravação do Pony Panel San Diego Comic Con de 2012 - Sing-alongs ("The Perfect Stallion", "Love Is in Bloom", "Smile Song" e "Becoming Popular") - Folhas imprimíveis para colorir   |
| A Pony for Every Season                | 19 de novembro de 2013         | - "Look Before You Sleep" (temporada 1, episódio 8) - "Winter Wrap Up" (temporada 1, episódio 11) - "Too Many Pinkie Pies" (temporada 3, episódio 3) - "Wonderbolts Academy" (temporada 3, episódio 7) - "Apple Family Reunion" (temporada 3, episódio 8) - "Keep Calm and Flutter On" (temporada 3, episódio 10) | N/A |
| Coleção de DVD da 3ª temporada         | 4 de fevereiro de 2014         | Todos os episódios da 3ª temporada | - Gravação do Pony Panel San Diego Comic Con de 2013 - Cantar junto ("The Ballad of the Crystal Empire" e "A True, True Friend") |
| A Dash of Awesome                      | 25 de março de 2014            | - "May the Best Pet Win!" (temporada 2, episódio 7) - "The Mysterious Mare Do Well" (temporada 2, episódio 8) - "Read It and Weep" (temporada 2, episódio 16) - "Daring Don't" (temporada 4, episódio 4) - "Rainbow Falls" (temporada 4, episódio 10)                                                             | N/A |
| The Keys of Friendship                 | 29 de julho de 2014            | - "Rarity Takes Manehattan" (temporada 4, episódio 8) - "Pinkie Apple Pie" (temporada 4, episódio 9) - "It Ain't Easy Being Breezies" (temporada 4, episódio 16) - "Twilight's Kingdom" (temporada 4, episódios 25 e 26)                                                                                          | N/A |
| Spooktacular Pony Tales                | 9 de setembro de 2014          | - "Boast Busters" (temporada 1, episódio 6) - "Stare Master" (temporada 1, episódio 17) - "Luna Eclipsed" (temporada 2, episódio 4) - "Sleepless in Ponyville" (temporada 3, episódio 6) - "Castle Mane-ia" (temporada 4, episódio 3) - "Bats!" (temporada 4, episódio 7)                                         | N/A |
| Coleção de DVD da 4ª temporada         | 2 de dezembro de 2014          | Todos os episódios da 4ª temporada | - Gravação do Pony Panel San Diego Comic Con de 2014 - Cantar junto ("Bats" e "Let the Rainbow Remind You") |
| Adventures of the Cutie Mark Crusaders | 24 de fevereiro de 2015        | - "The Cutie Mark Chronicles" (temporada 1, episódio 23) - "The Cutie Pox" (temporada 2, episódio 6) - "Flight to the Finish" (temporada 4, episódio 5) - "Pinkie Pride" (temporada 4, episódio 12) - "Twilight Time" (temporada 4, episódio 15)                                                                  | Cantar junto |
| Cutie Mark Quests                      | 30 de junho de 2015            | - "The Show Stoppers" (temporada 1, episódio 18) - "The Return of Harmony" (temporada 2, episódios 1 e 2) - "The Cutie Map" (temporada 5, episódios 1 e 2) | Cantar junto |
| Games Ponies Play                      | 29 de setembro de 2015         | - "Fall Weather Friends" (temporada 1, episódio 13) - "Games Ponies Play" (temporada 3, episódio 12) - "Power Ponies" (temporada 4, episódio 6) - "Equestria Games" (temporada 4, episódio 24) - "Appleoosa's Most Wanted" (season 5, episódio 6) - "The Lost Treasure of Griffonstone" (temporada 5, episódio 8) | N/A |
| Friends Across Equestria               | 1 de março de 2016             | - "Make New Friends but Keep Discord" (temporada 5, episódio 7) - "Slice of Life" (temporada 5, episódio 9) - "Amending Fences" (temporada 5, episódio 12) - "Made in Manehattan" (temporada 5, episódio 16) - "The Mane Attraction" (temporada 5, episódio 24)                                                   | Cantar junto |
| Friends and Family                     | 7 de junho de 2016             | - "One Bad Apple" (temporada 3, episódio 4) - "Maud Pie" (temporada 4, episódio 18) - "Hearthbreakers" (temporada 5, episódio 20) - "Brotherhooves Social" (temporada 5, episódio 17) - "The Gift of the Maud Pie" (temporada 6, episódio 3)                                                                      | N/A |
| Coleção de DVD da 5ª temporada         | 12 de julho de 2016            | Todos os episódios da 5ª temporada | - Gravação do Pony Panel San Diego Comic Con de 2015 - Cantar junto |
| Soarin' Over Equestria                 | 2 de agosto de 2016            | - "Griffon the Brush-Off" (temporada 1, episódio 5) - "Hurricane Fluttershy" (temporada 2, episódio 22) - "Testing Testing 1, 2, 3" (temporada 4, episódio 21) - "On Your Marks" (temporada 6, episódio 4) - "Newbie Dash" (temporada 6, episódio 7)                                                              | N/A |
| Everypony's Favorite Frights           | 30 de agosto de 2016           | - "Bridle Gossip" (temporada 1, episódio 9) - "Owl's Well That Ends Well" (temporada 1, episódio 24) - "Do Princesses Dream of Magic Sheep?" (temporada 5, episódio 13) - "Scare Master" (temporada 5, episódio 21) - "Gauntlet of Fire" (temporada 6, episódio 5)                                                | N/A |
| Exploring the Crystal Empire           | 7 de fevereiro de 2017         | - "The Cutie Re-Mark" (temporada 5, episódios 25 e 26) - "The Crystalling" (temporada 6, episódios 1 e 2) - "The Times They Are a Changeling" (temporada 6, episódio 16) | N/A |
| Twilight and Starlight                 | 30 de maio de 2017             | - "No Second Prances" (temporada 6, episódio 6) - "To Where and Back Again" (temporada 6, episódios 25 e 26) - "Celestial Advice" (temporada 7, episódio 1) - "All Bottled Up" (temporada 7, episódio 2) | N/A |
| Fluttershy                             | 12 de setembro de 2017         | - "Green Isn't Your Color" (temporada 1, episódio 20) - "Flutter Brutter" (temporada 6, episódio 11) - "Buckball Season" (temporada 6, episódio 18) - "Viva Las Pegasus" (temporada 6, episódio 20) - "Fluttershy Leans In" (temporada 7, episódio 5)                                                             | N/A |
| Holiday Hearts                         | 3 de outubro de 2017           | - "Winter Wrap Up" (temporada 1, episódio 11) - "Castle Sweet Castle" (temporada 5, episódio 3) - "Hearthbreakers" (temporada 5, episódio 20) - "A Hearth's Warming Tail" (temporada 6, episódio 8) - "Not Asking for Trouble" (temporada 7, episódio 11)                                                         | Cantar junto |
| Coleção de DVD da 6ª temporada         | 7 de novembro de 2017          | Todos os episódios da 6ª temporada | - Gravação do Pony Panel San Diego Comic Con de 2016 - Cantar junto |
| Applejack                              | 8 de maio de 2018              | - "Leap of Faith" (temporada 4, episódio 20) - "Applejack's "Day" Off" (temporada 6, episódio 10) - "The Cart Before the Ponies" (temporada 6, episódio 14) - "P.P.O.V. (Pony Point of View)" (temporada 6, episódio 22) - "Where the Apple Lies" (temporada 6, episódio 23)                                      | Cantar junto |
| Rarity                                 | 17 de julho de 2018            | - "Suited for Success" (temporada 1, episódio 14) - "A Dog and Pony Show" (temporada 1, episódio 19) - "Rarity Investigates!" (temporada 5, episódio 15) - "Forever Filly" (temporada 7, episódio 6) - "It Isn't the Mane Thing About You" (temporada 7, episódio 19)                                             | TDA |
| Pony Trick or Treat                    | 4 de setembro de 2018          | - "28 Pranks Later" (temporada 6, episódio 15) - "Campfire Tales" (temporada 7, episódio 16) - "To Change a Changeling" (temporada 7, episódio 17) - "Shadow Play - Part 1" (temporada 7, episódio 25) - "Shadow Play - Part 2" (temporada 7, episódio 26)                                                        | TDA |
| Coleção de DVD da 7ª temporada         | 9 de outubro de 2018           | Todos os episódios da 7ª temporada | - Gravação do Pony Panel San Diego Comic Con de 2017 - Cantar junto |
| Hearts and Hooves                      | 1 de janeiro de 2019           | - "Simple Ways" (temporada 4, episódio 13) - "Hard to Say Anything" (temporada 7, episódio 8) - "The Perfect Pear" (temporada 7, episódio 13) - "The Maud Couple" (temporada 8, episódio 3) - "The Break Up Break Down" (temporada 8, episódio 10)                                                                | Cantar junto |

No Brasil, foi distribuido pelo FLASHSTAR HOME VIDEO', foi lançado em 22 de março de 2017.
| Título                                       | Lançamento          | Episódios |
| -------------------------------------------- | ------------------- | --- |
| My Little Pony - A Amizade É Mágica - Vol. 1 | 22 de março de 2017 | - A Amizade é Mágica (Parte 1) - A Amizade é Mágica (Parte 2) - O Convite Extra - Temporada de Coices na Macieira - A Rainha das Brincadeiras |
| My Little Pony - A Amizade É Mágica - Vol. 2 | 22 de março de 2017 | - Caçadores de Exibicionistas - Dracofobia - Olha Bem Antes de Dormir - Rédea nas Fofocas - A Praga do Século                                 |
| My Little Pony - A Amizade É Mágica - Vol. 3 | Julho de 2017       | - A Passagem do Inverno - Em Busca da Marca Especial - Corrida das Folhas - Feita Para o Sucesso                                              |

## Recepção

### Recepção crítica
A série recebeu críticas positivas dos críticos. Todd VanDerWerff de The A.V. Club notou favoravelmente sua "pura e absoluta alegria" e a falta de cinismo, ao contrário de muitos outros espetáculos que reuniam seguidores de pais e adultos. Ele elogiou a aparência estilizada dos personagens, a complexidade relativa das histórias para a televisão infantil e as piadas sólidas que tornam o programa agradável tanto para os pais, quanto para as crianças. Ele deu a série um B+. A série tem sido elogiado por seu humor e perspectiva moral por Brian Truitt de USA Today. Genevieve Koski de The A.V. Club Mais tarde, comentou que "A Amizade É Mágica" é um exemplo de um programa que, embora considerado "feminino", foi capaz de penetrar na cultura nerd para permitir que ela ganhasse aceitação mais ampla do que outras formas comparáveis. Emily Ashby de Common Sense Media, Uma organização focada no aspecto parental da mídia infantil deu ao programa uma classificação de quatro e cinco estrelas, enfatizando suas mensagens de amizade, tolerância e respeito, mas aconselhou os pais a serem cautelosos com a "influência que os personagens podem ter sobre seus filhos". "desejos, uma vez que está enraizada em uma linha de produtos bem conhecida de livros, brinquedos e quase tudo entre os dois." Liz Ohanesian, para L.A. Weekly, disse que a série é "absolutamente genuíno em suas mensagens sobre amizade, mas nunca se leva muito a sério". Matt Morgan, escrevendo para Wired da coluna "GeekDad", elogiou o programa por ter "reinicializado a propriedade da Hasbro por muito tempo, mas conseguindo encaderná-la com tons nerds" e sendo uma das poucas "séries focadas em meninas que um pai nerd pode apreciar com sua filha". O crítico de Los Angeles Times, Robert Lloyd chamou o programa de "mais inteligente, sarcástico e esteticamente mais sofisticado" do que qualquer dos desenhos anteriores de My Little Pony, e elogiou sua capacidade de apelar para as crianças e seus pais, pois é "inteligente e alegre e bem encenado" e nunca horrivelmente fofo". TV Guide listada A Amizade É Mágica como um dos 60 melhores séries animadas de todos os tempos em uma lista de setembro de 2013.
Kathleen Richter de Ms. acredita-se que "A Amizade É Mágica" fez pouco para mudar a natureza das animações mais antigas para as meninas, que ela considerou "tão sexista, racista e heteronormativa." Por exemplo, ela sugeriu que, através da personagem Rainbow Dash, o programa estava promovendo o estereótipo de que "todas as feministas são lésbicas zangadas e mortas". Ela também considerou que os únicos pôneis de cor mais escura mostrados até o momento estavam em posições de servidão em relação ao "patrão branco do pônei." Lauren Faust respondeu a essas alegações afirmando que, embora Rainbow Dash fosse uma moleque, "em nenhum lugar da série sua orientação sexual é sempre referenciada" e "supondo que [mocinhas] sejam lésbicas é extremamente injusto tanto para lobisomens héteros, quanto lésbicos", e afirmando que "a cor nunca foi descrita como um indicador de corrida para os pôneis." Amid Amidi, escrevendo para website de animação Cartoon Brew, foi mais crítico do conceito da série, chamando-o de um sinal de "o fim da era dos criadores na animação de TV". O ensaio de Amidi expressou preocupação de que atribuir um talento como Faust a uma série centrado em brinquedos era parte de uma tendência a focalizar gêneros lucrativos de animação, como lidar com um público fragmentado, e "uma admissão geral da derrota para todo o movimento, uma bandeira branca-acenando momento para a indústria de animação de TV".

### Classificações
A Amizade É Mágica originalmente estreou com uma audiência média de 1,4 milhões por mês, mas expandiu para 4 milhões por mês até o final da primeira temporada, tornando-o o mais bem avaliado de qualquer oferta da Hasbro em tenmpo. Advertising Age relata que a audiência duplicou entre a primeira e a segunda temporada. A Hub Network informou que "Dia do Coração", um episódio sobre o tema do Dia dos Namorados, que foi ao ar em 11 de fevereiro de 2012, no meio da segunda temporada, foi o episódio mais visto de todos os tempos, e o segundo mais alto de qualquer programa da Hub Network; sua audiência ultrapassou 150% da do ano anterior. Este foi superado pelo final de duas partes da segunda temporada, "Casamento em Canterlot", exibido em abril de 2012, marcando a transmissão como a mais alta audiência para Hub Network até aquela data.

### Prêmios e indicações
A Amizade É Mágica foi indicado três pela British Columbia Leo Awards para animação, "Melhor Programa", "Melhor Direção" e "Melhor Som Geral". Além disso, as músicas "Becoming Popular (The Pony Everypony Should Know)" (da 2ª temporada, episódio 9, "A Simplicidade e a Elite") e "Find A Pet Song" (da 2ª temporada, episódio 7, "Que Ganhe o Melhor Animal de Estimação"), ambos escritos por Daniel Ingram, foram nomeados, mas não venceram, por "Excelente Canção Original–Infantil e Animação" no 39° Daytime Emmy Awards. A série foi nomeado o melhor programa de animação para a temporada televisiva de 2011-12 em uma pesquisa com usuários da website Television Without Pity. Marcel Duperreault, Todd Araki, Jason Fredrickson e Adam McGhie receberam um Leo Awards de 2014 por seu trabalho em "Pôneis Poderosos" para "Melhor Som Geral em um Programa de Animação ou Série" em 1 de junho de 2014.
| Ano  | Prêmio                         | Categoria                                                                                             | Nomeado(s) | Resultado |
| ---- | ------------------------------ | --- | --- | --------- |
| 2011 | Ursa Major Awards              | Melhor Trabalho de Curta ou Série Dramática Antropomórfica                                            | James Wootton | Venceu    |
| 2012 | Behind the Voice Actors Awards | Melhor Desempenho Vocal Feminina em uma Série de Televisão                                            | Andrea Libman (como Pinkie Pie) | Indicado  |
| 2012 | Behind the Voice Actors Awards | Melhor Desempenho Vocal por uma Criança                                                               | Claire Corlett (como Sweetie Belle) | Indicado  |
| 2012 | Behind the Voice Actors Awards | Melhor Desempenho Vocal por uma Criança                                                               | Michelle Creber (como Apple Bloom) | Indicado  |
| 2012 | Behind the Voice Actors Awards | Melhor Desempenho Vocal Masculino em uma Série de Televisão em uma Função Convidado                   | Scott McNeil (como Flam) | Indicado  |
| 2012 | Behind the Voice Actors Awards | Melhor Desempenho Vocal em uma Série de Televisão em uma Função Convidado                             | John de Lancie (como Discórdia) | Indicado  |
| 2012 | Behind the Voice Actors Awards | Melhor Desempenho Vocal Feminina em uma Série de Televisão                                            | Andrea Libman (como Pinkie Pie) | Venceu    |
| 2012 | Behind the Voice Actors Awards | Melhor Desempenho Vocal por uma Criança                                                               | Michelle Creber (como Apple Bloom) | Venceu    |
| 2012 | Behind the Voice Actors Awards | Melhor Desempenho Vocal em uma Série de Televisão em uma Função Convidado                             | John de Lancie (como Discórdia) | Venceu    |
| 2012 | Daytime Emmy Awards            | Excelente Canção Original – Infantil e Animação                                                       | Daniel Ingram - "Becoming Popular (The Pony Everypony Should Know)"                                                                                                  | Indicado  |
| 2012 | Daytime Emmy Awards            | Excelente Canção Original – Infantil e Animação                                                       | Daniel Ingram - "Find a Pet Song" | Indicado  |
| 2012 | Leo Awards                     | Melhor Programa ou Série de Animação                                                                  | Jayson Thiessen, James Wootton, Sarah Wall, Chris Bartleman, Blair Peters e Kirsten Newlands                                                                         | Indicado  |
| 2012 | Leo Awards                     | Melhor Direção em um Programa ou Série de Animação                                                    | Jayson Thiessen, James Wootton | Indicado  |
| 2012 | Leo Awards                     | Melhor Som Geral em um Programa ou Série de Animação                                                  | Marcel Duperreault, Todd Araki, Jason Frederickson, Adam McGhie | Indicado  |
| 2012 | TV.com                         | Melhor Série Animada                                                                                  | My Little Pony: A Amizade É Mágica | Venceu    |
| 2012 | Ursa Major Awards              | Melhor Trabalho de Curta ou Série Dramática Antropomórfica                                            | Jayson Thiessen, James Wootton | Venceu    |
| 2013 | Behind the Voice Actors Awards | Melhor Vocal Conjunto em uma Série de Televisão – Infantil / Educacional                              | Ashleigh Ball, Tabitha St. Germain, Tara Strong, Andrea Libman, Cathy Weseluck, Nicole Oliver, Michelle Creber, Madeleine Peters, Claire Corlett e Peter New         | Indicado  |
| 2013 | Behind the Voice Actors Awards | Melhor Desempenho Vocal Feminina por uma Criança                                                      | Claire Corlett (como Sweetie Belle) | Indicado  |
| 2013 | Behind the Voice Actors Awards | Melhor Desempenho Vocal Masculino em uma Série de Televisão em uma Função Convidado                   | Scott McNeil (como Flam) | Indicado  |
| 2013 | Behind the Voice Actors Awards | Melhor Desempenho Vocal Feminina em uma Série de Televisão em uma Função Convidada                    | Britt McKillip (como Princesa Cadance) | Indicado  |
| 2013 | Behind the Voice Actors Awards | Melhor Vocal Conjunto em uma Série de Televisão – Infantil / Educacional                              | Ashleigh Ball, Tabitha St. Germain, Tara Strong, Andrea Libman, Cathy Weseluck, Nicole Oliver, Michelle Creber, Madeleine Peters, Claire Corlett e Peter New         | Venceu    |
| 2013 | Behind the Voice Actors Awards | Melhor Desempenho Vocal Feminina por uma Criança                                                      | Claire Corlett (como Sweetie Belle) | Venceu    |
| 2013 | Behind the Voice Actors Awards | Melhor Desempenho Vocal Feminina em uma Série de Televisão em um Papel Convidado                      | Britt McKillip (como Princesa Cadance) | Venceu    |
| 2013 | Leo Awards                     | Melhor Partitura Musical em um Programa ou Série de Animação                                          | Daniel Ingram, Steffan Andrews (para episódio "A Cura do Mistério Mágico")                                                                                           | Venceu    |
| 2013 | Leo Awards                     | Melhor Som Geral em um Programa ou Série de Animação                                                  | Marcel Duperreault, Todd Araki, Jason Frederickson, Adam McGhie (para episódio "Com Insônia em Ponyville")                                                           | Indicado  |
| 2013 | TV.com                         | Melhor Série Animada Infantil                                                                         | My Little Pony: A Amizade É Mágica | Venceu    |
| 2013 | Ursa Major Awards              | Melhor Trabalho de Curta ou Série Dramática Antropomórfica                                            | Jayson Thiessen, James Wootton | Venceu    |
| 2014 | Behind the Voice Actors Awards | Melhor Vocal Conjunto em uma Série de Televisão – Infantil / Educacional                              | Ashleigh Ball, Tabitha St. Germain, Tara Strong, Andrea Libman, Cathy Weseluck, Nicole Oliver, Michelle Creber, Madeleine Peters, Claire Corlett e Peter New         | Indicado  |
| 2014 | Behind the Voice Actors Awards | Melhor Desempenho Vocal Feminina em uma Série de Televisão em um Papel Convidada                      | Ellen Kennedy (como Mane-iac) | Indicado  |
| 2014 | Behind the Voice Actors Awards | Melhor Vocal Conjunto em uma Série de Televisão – Infantil / Educacional                              | Ashleigh Ball, Tabitha St. Germain, Tara Strong, Andrea Libman, Cathy Weseluck, Nicole Oliver, Michelle Creber, Madeleine Peters, Claire Corlett e Peter New         | Venceu    |
| 2014 | Behind the Voice Actors Awards | Melhor Desempenho Vocal Masculino em uma Série de Televisão em uma Função Convidado – Comédia/Musical | "Weird Al" Yankovic (como Cheese Sandwich) | Indicado  |
| 2014 | Behind the Voice Actors Awards | Melhor Desempenho Vocal Feminina em uma Série de Televisão em uma Função Convidada                    | Ellen Kennedy (como Mane-iac) | Venceu    |
| 2014 | Joey Awards                    | Jovem Atriz de 10 a 19 anos em uma Voz Sobre o Papel                                                  | Michelle Creber (como Apple Bloom) | Venceu    |
| 2014 | Leo Awards                     | Melhor Partitura Musical em um Programa ou Série de Animação                                          | Daniel Ingram, Steffan Andrews (para episódio "Orgulhosa Pinkie") | Indicado  |
| 2014 | Leo Awards                     | Melhor Som Geral em um Programa ou Série de Animação                                                  | Marcel Duperreault, Todd Araki, Jason Frederickson, Adam McGhie | Venceu    |
| 2014 | Shorty Awards                  | Melhor Série de Televisão                                                                             | My Little Pony: A Amizade É Mágica | Indicado  |
| 2014 | Ursa Major Awards              | Melhor Trabalho de Curta ou Série Dramática Antropomórfica                                            | Jayson Thiessen, Jim Miller | Indicado  |
| 2015 | Behind the Voice Actors Awards | Melhor Vocal Conjunto em uma Série de Televisão – Comédia/Musical                                     | Ashleigh Ball, Andrea Libman, Tabitha St. Germain, Tara Strong, Cathy Weseluck                                                                                       | Indicado  |
| 2015 | Behind the Voice Actors Awards | Melhor Desempenho Vocal Feminina em uma Série de Televisão – Comédia/Musical                          | Andrea Libman (como Pinkie Pie) | Indicado  |
| 2015 | Behind the Voice Actors Awards | Melhor Desempenho Vocal Feminina em uma Série de Televisão – Comédia/Musical                          | Tabitha St. Germain (como Rarity) | Indicado  |
| 2015 | Behind the Voice Actors Awards | Melhor Desempenho Vocal Masculino em uma Série de Televisão em um Papel de Apoio – Comédia/Musical    | John de Lancie (como Discórdia) | Indicado  |
| 2015 | Behind the Voice Actors Awards | Melhor Performance Vocal Feminina em uma Série de Televisão em um Papel de Apoio – Comédia/Musical    | Cathy Weseluck (como Spike) | Indicado  |
| 2015 | Behind the Voice Actors Awards | Melhor Desempenho Vocal Feminina em uma Série de Televisão em um Papel Convidada                      | Kazumi Evans (como Moondancer) | Indicado  |
| 2015 | Behind the Voice Actors Awards | Melhor Vocal Conjunto em uma Série de Televisão – Comédia/Musical                                     | Ashleigh Ball, Andrea Libman, Tabitha St. Germain, Tara Strong, Cathy Weseluck                                                                                       | Venceu    |
| 2015 | Behind the Voice Actors Awards | Melhor Desempenho Vocal Masculino em uma Série de Televisão em um Papel de Apoio – Comédia/Musical    | John de Lancie (como Discórdia) | Venceu    |
| 2015 | Behind the Voice Actors Awards | Melhor Desempenho Vocal Feminina em uma Série de Televisão em um Papel de Apoio – Comédia/Musical     | Cathy Weseluck (como Spike) | Venceu    |
| 2015 | Behind the Voice Actors Awards | Melhor Desempenho Vocal Masculino em uma Série de Televisão em uma Função Convidado – Comédia/Musical | "Weird Al" Yankovic (como Cheese Sandwich) | Venceu    |
| 2015 | The Joey Awards                | Melhor Desempenho de Locução Feminina (12 a 17)                                                       | Michelle Creber (como Apple Bloom) | Venceu    |
| 2015 | Leo Awards                     | Melhor Partitura Musical em um Programa ou Série de Animação                                          | Daniel Ingram (para episódio "Cruzadas da Cutie Mark") | Venceu    |
| 2015 | Leo Awards                     | Melhor Som em um Programa ou Série de Animação                                                        | Marcel Duperreault, Todd Araki, Jason Fredrickson, Kirk Furniss, Adam McGhie, Christine Church, Roger Monk (para episódio "Princesas Sonham com Carneiros Mágicos?") | Venceu    |
| 2015 | Leo Awards                     | Melhor Desempenho em um Programa ou Série de Animação                                                 | Ashleigh Ball para "Tanks for the Memories" (como Rainbow Dash e Applejack)                                                                                          | Indicado  |
| 2015 | Leo Awards                     | Melhor Partitura Musical em um Programa ou Série de Animação                                          | Daniel Ingram (para episódio "Um Conto da Lareira Calorosa") | Indicado  |
| 2015 | Leo Awards                     | Melhor Som em um Programa ou Série de Animação                                                        | Todd Araki, Christine Church, Marcel Duperreault, Jason Fredrickson, Adam McGhie, and Roger Monk (para episódio "28 Pegadinhas Depois")                              | Venceu    |
| 2015 | Daytime Emmy Awards            | Excelente Canção Original                                                                             | Daniel Ingram e Amy Keating Rogers (para canção "The Magic Inside")                                                                                                  | Indicado  |
| 2016 | Behind the Voice Actors Awards | Melhor Desempenho Vocal Feminina em uma Série de Televisão em um Papel de Apoio                       | Kelly Sheridan para "Um Conto da Lareira Calorosa" (como Starlight Glimmer)                                                                                          | Indicado  |
| 2016 | Daytime Emmy Awards            | Excelente Canção Original                                                                             | Daniel Ingram e Amy Keating Rogers (para canção "The Magic Inside")                                                                                                  | Indicado  |
| 2016 | Hugo Awards                    | Melhor Apresentação Dramática, Forma Curta                                                            | "The Cutie Map" - Jayson Thiessen e Jim Miller (diretores), Scott Sonneborn, M.A. Larson e Meghan McCarthy (escritores)                                              | Indicado  |
| 2016 | Young Artist Awards            | Melhor Desempenho em uma Função de Voz Sobre – Jovens Autores (12 a 21)                               | Graham Verchere (como Pipsqueak) | Venceu    |
| 2016 | Young Entertainer Awards       | Melhor Jovem Voz de Ator Sobre o Papel de 13 a 21                                                     | Graham Verchere (como Pipsqueak) | Indicado  |
| 2016 | Ursa Major Awards              | Melhor Trabalho de Curta ou Série Dramática Antropomórfica                                            | Jayson Thiessen, Jim Miller, Tim Stuby, Denny Lu | Venceu    |
| 2017 | UBCP/ACTRA Awards              | Melhor Voz                                                                                            | Andrea Libman para "Amizade Pedrea" (como Pinkie Pie) | Indicado  |
| 2017 | UBCP/ACTRA Awards              | Melhor Voz                                                                                            | Nicole Oliver para "Um Problema Real" (como Princesa Celestia / Daybreaker)                                                                                          | Indicado  |
| 2017 | UBCP/ACTRA Awards              | Melhor Voz                                                                                            | Vincent Tong para "Difícil Dizer Qualquer Coisa" (como Feather Bangs)                                                                                                | Indicado  |
| 2017 | Ursa Major Awards              | Melhor Trabalho de Curta ou Série Dramática                                                           | Jim Miller, Tim Stuby, Denny Lu, Mike Myhre (para temporada 7) | Indicado  |
| 2017 | Behind the Voice Actors Awards | Melhor Desempenho Vocal Masculino em uma Série de Televisão em uma Função Convidado                   | Mackenzie Gray (como Dandy Grandeur, para episódio "Fluttershy Toma a Frente")                                                                                       | Indicado  |
| 2017 | Behind the Voice Actors Awards | Melhor Performance Vocal Feminina em uma Série de Televisão em um Papel Convidada                     | Nicole Oliver (como Daybreaker, para episódio "Um Problema Real") | Indicado  |
| 2017 | Behind the Voice Actors Awards | Melhor Desempenho Vocal Feminina em uma Série de Televisão em um Papel Convidada                      | Felicia Day (como Pear Butter, para episódio "A Pêra Perfeita") | Venceu    |
| 2018 | Leo Awards                     | Melhor Som em um Programa ou Série de Animação                                                        | Todd Araki, Christine Church, Marcel Duperreault, Jason Fredrickson, Kirk Furniss, Adam McGhie e Roger Monk (para episódio "Brincando com as Sombras - Parte 2")     | Indicado  |
| 2018 | Leo Awards                     | Melhor Desempenho de Voz em um Programa ou Série de Animação                                          | Vincent Tong (como Feather Bangs, para episódio "Difícil Dizer Qualquer Coisa")                                                                                      | Indicado  |

### Fandom
Apesar da demografia alvo da Hasbro de garotas jovens e seus pais, My Little Pony: A Amizade É Mágica tornou-se um fenômeno cultural e da Internet, com muitos fãs do sexo masculino entre 13 e 35 anos. A resposta da Internet tem sido atribuída a fãs da série animada e animação na placa da Internet, 4chan, respondendo ao ensaio negativo de Amidi sobre o espetáculo e as tendências atuais da animação. Como resultado da discussão sobre o 4chan, o interesse pelo programa se espalhou por outras partes da Internet, criando uma grande base de fãs e uma infinidade de trabalhos criativos, sites de fãs e convenções. A base de fãs adotou o nome "brony" (amálgama de "irmão" e "pônei" em inglês) para se descreverem. A base de fãs mais velha foi uma surpresa para a Hasbro e os membros da equipe envolvidos com o programa. Eles apreciaram e abraçaram o fandom, adicionando acenos para os fãs dentro da série e os brinquedos, enquanto, desde cedo, permite que os elementos criativos do fandom floresçam sem interferência legal.

### Outros
Diretor Adam McKay foi inspirado nos visuais de A Amizade É Mágica, que suas filhas assistiram com frequência, ao criar uma abreviação para a série educacional / documental de 2014 por Morgan Spurlock da "We the Economy", usando desenhos animados alpaca está no mesmo estilo da série para explicar sobre desigualdade de renda.
No início de 2016, a Hasbro foi processada pela Font Brothers pela utilização da fonte "Generation B" por grande parte de sua embalagem e marketing com a série e linha de brinquedos "A Amizade É Mágica", incluindo o texto "A Amizade É Mágica". o logotipo da série. Font Brothers afirma que a Hasbro usa essa fonte de maneira não licenciada e está buscando até US$ 150.000 para cada violação de seu uso.
Diálogo para episódio de My Little Pony: A Amizade É Mágica foi levantada durante a Convenção Nacional do Partido Republicano de 2016 pelo então estrategista chefe da RNC (e antigo Secretário de Imprensa da Casa Branca), Sean Spicer para defender Melania Trump contra acusações de plágio.